# Ultras (supporters)
Pour les articles homonymes, voir Ultra.

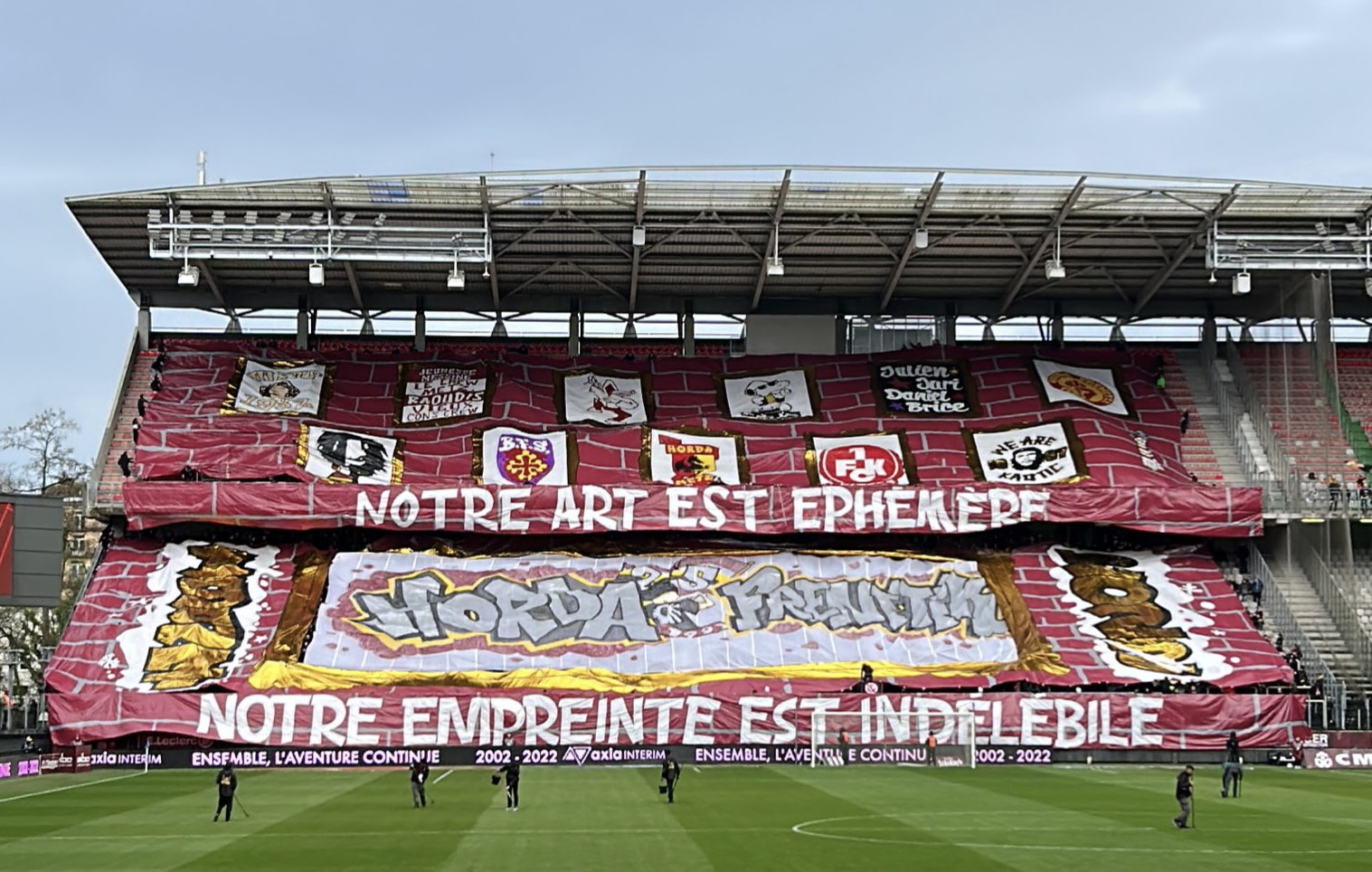
Les ultras de la Horda Frenetik de Metz célébrant leurs 25 ans.

Les Ultras forment une catégorie particulière des supporteurs assistant aux compétitions sportives, dont le but est de soutenir de manière fanatique son équipe de prédilection. Ce type de supporters est différent de celui des groupes Hooligans ou des Barra brava.
Ils se retrouvent surtout dans le monde du football, mais existent également de manière sporadique en basket-ball, en handball, en volley-ball ou en hockey sur glace. Sébastien Louis définit les ultras comme étant les « jeunes supporters qui s'organisent au sein d'associations à but non lucratif pour soutenir activement leurs équipes de football à partir de la fin des années 1960. Ils encouragent les leurs au moyen de slogans et d'animations visuelles ».

## Historique
L'origine du mouvement ultra est contestée. De nombreux groupes provenant de divers pays en réclament la création sur la base de leurs dates de fondation. Le niveau de conflit et la confusion sont facilités par une tendance contemporaine (principalement en Amérique latine et en Europe) pour classer tous les groupes de supporters ultras comme ouvertement fanatiques. Mais c'est bel et bien en Italie qu'apparaissent les premiers groupes de supporters qui se réclament du mouvement ultra à la fin des années 1960.

### Les origines extra-européennes

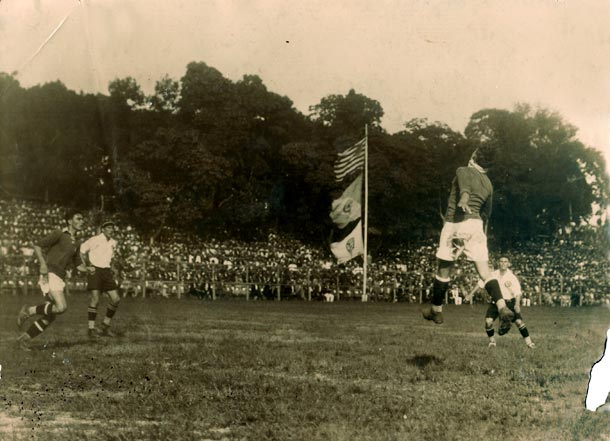
Le Derby Paulista à São Paulo, en 1920.

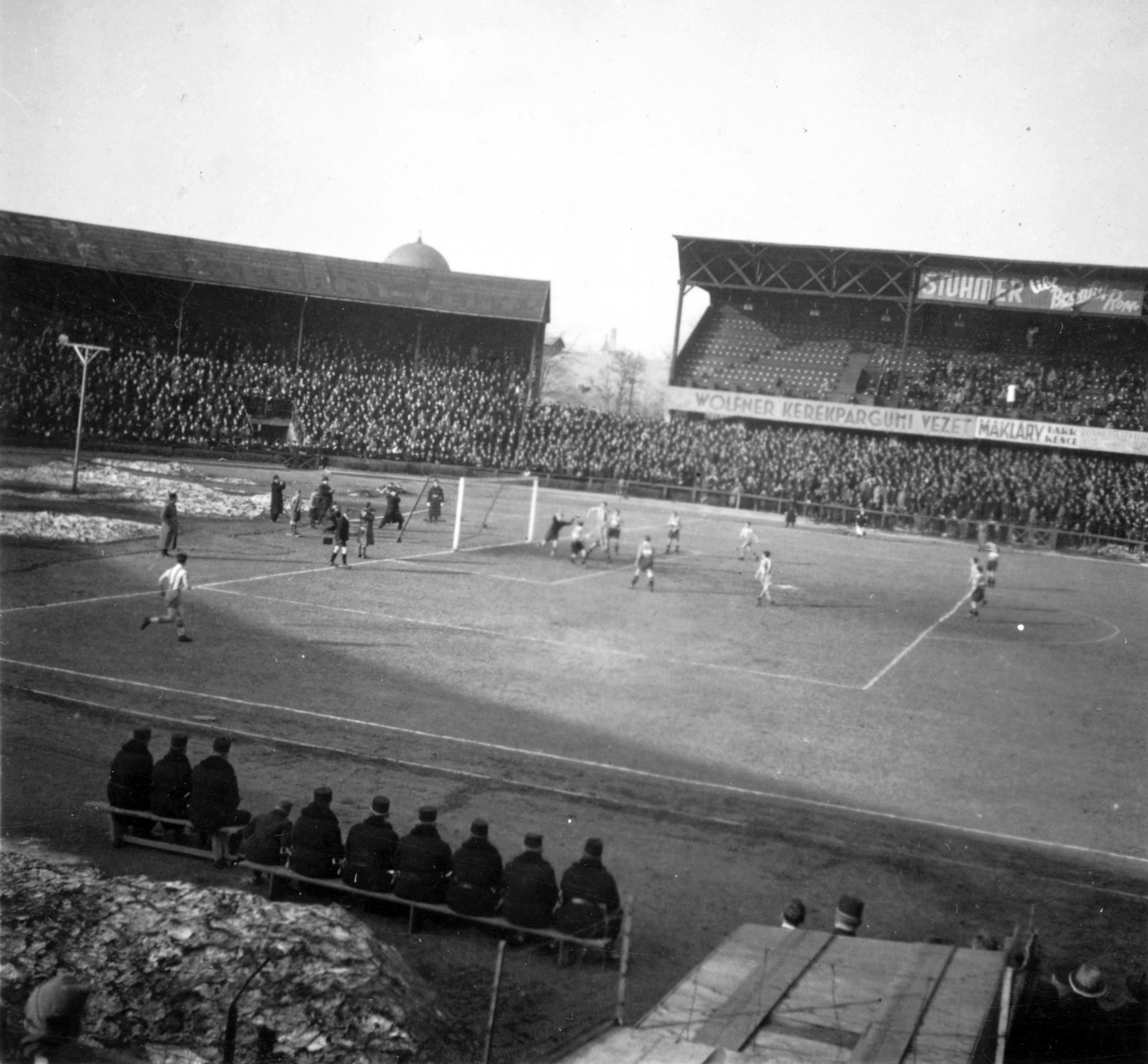
Les supporters de Ferencváros TC au début du XXe siècle.

Les groupes de supporters d'une nature comparable à des ultras auraient existé en Hongrie en 1899 ; les Fradi-Szív de Ferencváros TC ont été fondés en janvier 1899. À la suite de l'annonce de la création d'un club de supporters, 84 nouveaux membres sont enregistrés en tant que supporters en trois heures, 1000 en deux jours, 4000 en un mois. Les membres, selon le type d'abonnement, payent un montant différent : les membres simples ont une carte blanche, les supporters une carte verte, sur laquelle est indiqué le nom du titulaire,.
Une forme de supportérisme similaire au mouvement ultra apparaît au Brésil en 1939 avec la création à São Paulo de la première Torcida organizada. Ces groupes de supporters fanatiques n'ont rien à voir avec les organisations existant jusque-là au Brésil comme ailleurs. Ils utilisent des bâches à leurs noms, agitent des grands drapeaux et chantent durant tout le match. Dans le cas des Torcida, puis des ultras, ces groupes ne sont pas liés directement aux clubs dont ils portent les couleurs, contrairement aux clubs officiels de supporters existant depuis la fin du XIXe siècle en Europe comme en Amérique du Sud.

### La fondation du mouvement en Europe

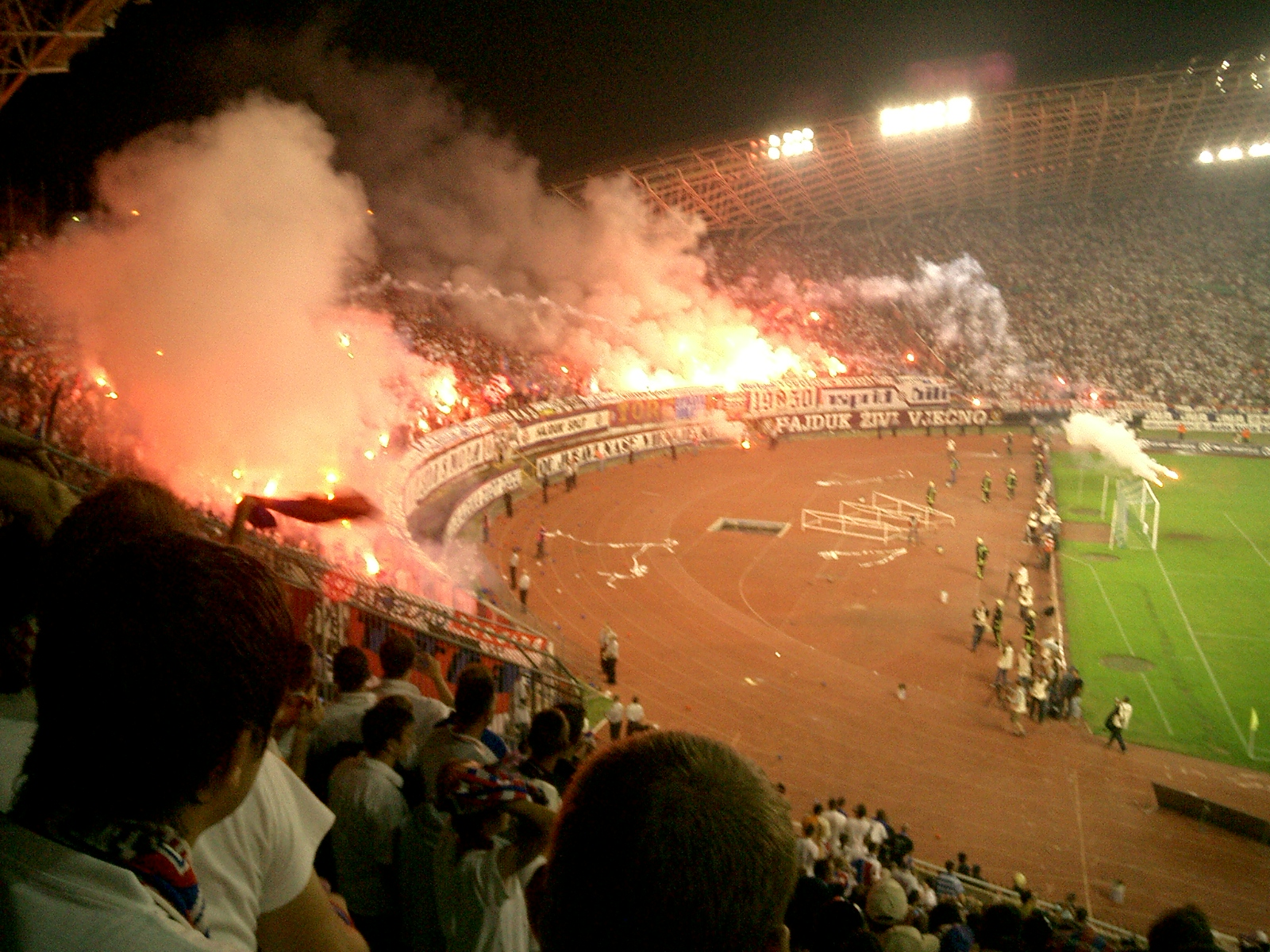
La Torcida Split du Hajduk Split est le plus ancien groupe en Europe.

Cette forme de supportérisme se développe en Europe via la Yougoslavie. Les actualités cinématographiques yougoslaves diffusent des images de la Coupe du monde de football de 1950, avec de nombreux plans de foules exubérantes : les fameuses Torcida. Les supporters de l'Hajduk Split sont les premiers Européens à adopter cette attitude dès le 28 octobre 1950 à l'occasion d'un match contre l'Étoile rouge de Belgrade. Ce premier groupe prend pour nom Torcida. L'intensité de la partie face au grand rival et le but victorieux inscrit à la 87e minute aide à la naissance du mouvement. Les supporters envahissent le terrain au coup de sifflet final, et portent en triomphe le buteur jusqu'au centre de la ville. Les « exploits » des fans de l'Hajduk Split marquent le football des années 1950 et années 1960.

### L'Italie, berceau du mouvement
Après la catastrophe aérienne de Superga, les dirigeants du Torino s'appuient sur leurs supporters fidèles qui se regroupent en juin 1952 sous le nom de associazione sostenitori dell'AC Torino. Puis, en août 1956, ils prennent le nom de Fedelissimi Granata. Le but de cette association est de « réunir en une seule association tous les tifosi sincères du Torino pour organiser tous les déplacements possibles à la suite de l'équipe et défendre l'existence de la société contre toute fusion éventuelle ». Cette structuration des tifosi donnent des idées à d'autres présidents de club, ainsi à l'Inter, est créé l'Inter Club Moschettieri ou les circolo biancoceleste pour la Lazio à Rome.
Mais c'est dans la seconde partie des années 1960 que se développe le mouvement ultra. En effet, la société italienne traverse de profonds changement. Dans les stades, ce modèle se reproduit et les plus jeunes supporters, qui sont souvent les plus fervents, quittent les clubs traditionnels pour fonder leurs propres groupes. Ils se regroupent dans les tribunes où l'accès est le moins cher, souvent derrière les buts.
D'après le journaliste Mickaël Correia : « Apparus à partir de 1968 dans une Italie en pleine agitation sociale, les ultras sont alors de jeunes manifestants issus des cortèges d’extrême gauche qui importent dans les tribunes des pratiques propres aux organisations politiques radicales : indépendance à l’égard des institutions, culture de l’anonymat, solidarité entre membres et autofinancement. Les premiers ultras italiens allèrent jusqu’à s’inspirer des dénominations des organisations armées d’extrême gauche de l’époque, telles les Brigades rouge et noir de l’AC Milan ou les Tupamaros (en référence au mouvement uruguayen du même nom) à l’AS Roma. »
Lors de la saison 1968-1969, voit le jour au Milan AC la Fossa dei Leoni qui est le premier groupe à se revendiquer ultra. Elle est née sous l'impulsion d'adolescents qui se retrouvaient près de la rampa 18 de la partie sud du stade San Siro. Puis, c'est chez le voisin de l'Inter de Milan qu'apparaissent les Boys San 1969 ainsi que les Ultrà Tito Cucchiaroni, de la Sampdoria de Gênes du nom d'un joueur populaire auprès des jeunes supporters de la Sampdoria. C'est le premier groupe à porter le nom d' ultra. Ce terme a été choisi en référence aux ultraroyalistes qui faisaient aboutir leurs idées par la violence.
Le mouvement devient incontournable en Italie durant les années 1970, pendant lesquelles la culture « ultra » prend véritablement corps.

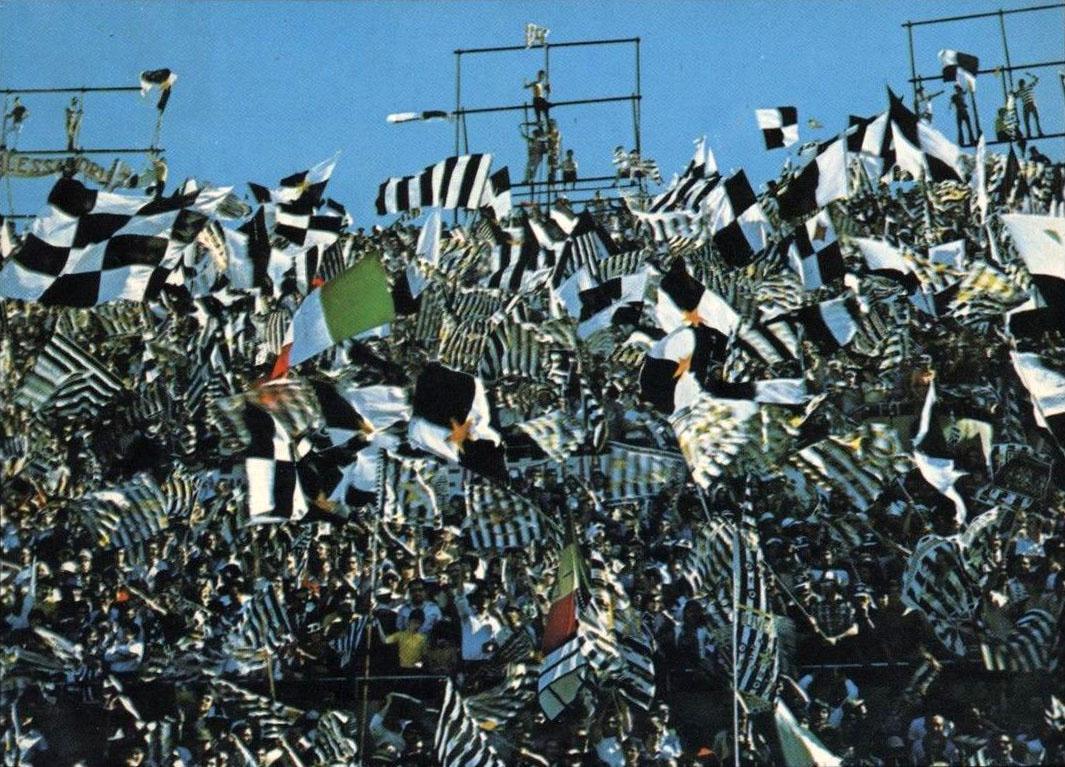
Ultras Bianconeri de la Juventus en 1973.
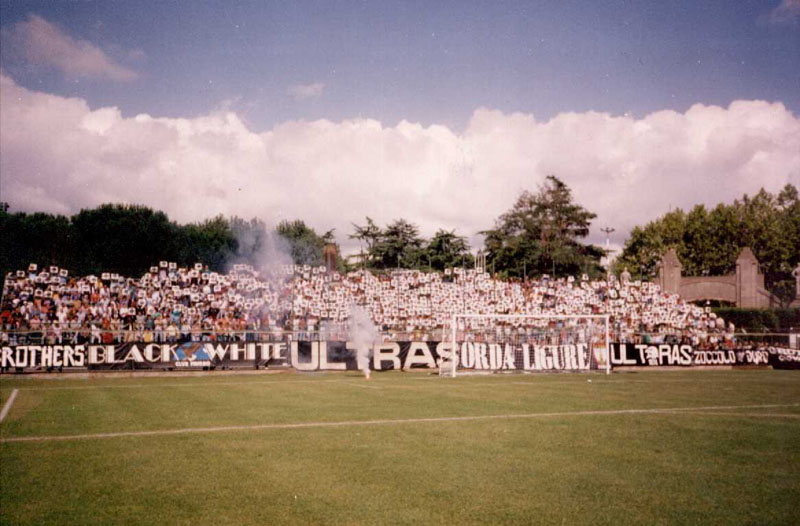
Ultras du Spezia Calcio dans les années 1980 - Stade Alberto-Picco, Curva Piscina, La Spezia.

### L'essaimage dans le reste de l'Europe
Cette forme de supportérisme atteint la péninsule ibérique à la fin des années 1970 et au début des années 1980, particulièrement à la suite de la coupe du monde de 1982, : Biris Norte du Séville FC en 1975, Raça Benfiquista du Benfica Lisbonne dans les années 1970 puis Ultras Sur (1980) au Real Madrid, Boixos Nois (1981) au FC Barcelone et Ultra Yomus au Valence CF (1983) ; Juventude Leonina en 1976 au Sporting Portugal puis Diabos Vermelhos du Benfica Lisbonne en 1982.
Puis le mouvement ultra atteint la France au milieu des années 1980. Le premier groupe ultra en France est le Commando Ultra de l'Olympique de Marseille fondé en 1984, suivi des Boulogne Boys du Paris Saint-Germain Football Club et la Brigade Sud Nice de l'OGC Nice, tous deux fondés en 1985. Cette vague ultra donnera aussi naissance a des groupes de supporteurs actifs ne se revendiquant pas du mouvement ultras et ayant des codes sensiblement différents comme les Yankee Nord, les South Winners 87 puis les Fanatics à Marseille, les Bad Gones à Lyon, les Ultramarines à Bordeaux et la Brigade Ultra 88 à Mulhouse en 1988.
Cette forme de supporters laisse froid les pays de culture anglo-saxonne comme l'Angleterre, la Belgique ou les Pays-Bas dont les supporters préfèrent nourrir une relation directe et personnelle avec « leur » club plutôt que de passer par un groupe de supporters. C'est la base même de l'antagonisme qui oppose ultras (l'école dite italienne) et hooligans (l'école dite britannique). Toutefois, des ultras apparaissent dans ces pays dans le milieu des années 1990 : les Ultras Inferno du Standard de Liège en 1996 (qui sont une émanation du groupe hooligan Hell-Side,). Au début des années 2000, des groupes se montent au Royaume-Uni, les Red Ultras d'Aberdeen puis la Green Brigade en 2006 au Celtic de Glasgow. En Angleterre les Holmesdale Fanatics du Crystal Palace FC sont créés en 2005.
Autre pays ayant sa propre tradition de supportérisme, l'Allemagne et ses fan-clubs remontant au début des années 1960. Quelques groupes se montent au milieu des années 1980 comme les Fortuna Eagles du Fortuna Cologne et les Mad Boys de Leverkusen. Mais c'est dans le milieu des années 1990 que le mouvement prend de l'ampleur dans les tribunes allemandes. En 1994, le premier groupe avec le nom « ultra » est créé au 1. FC Nuremberg, les Prosillos Ultras de Fribourg en 1996, les Ultras Francfort en 1997. Ces groupes mettent du temps à s'implanter dans les « Kurve » (virages) car les fan-clubs y sont présents depuis des décennies.

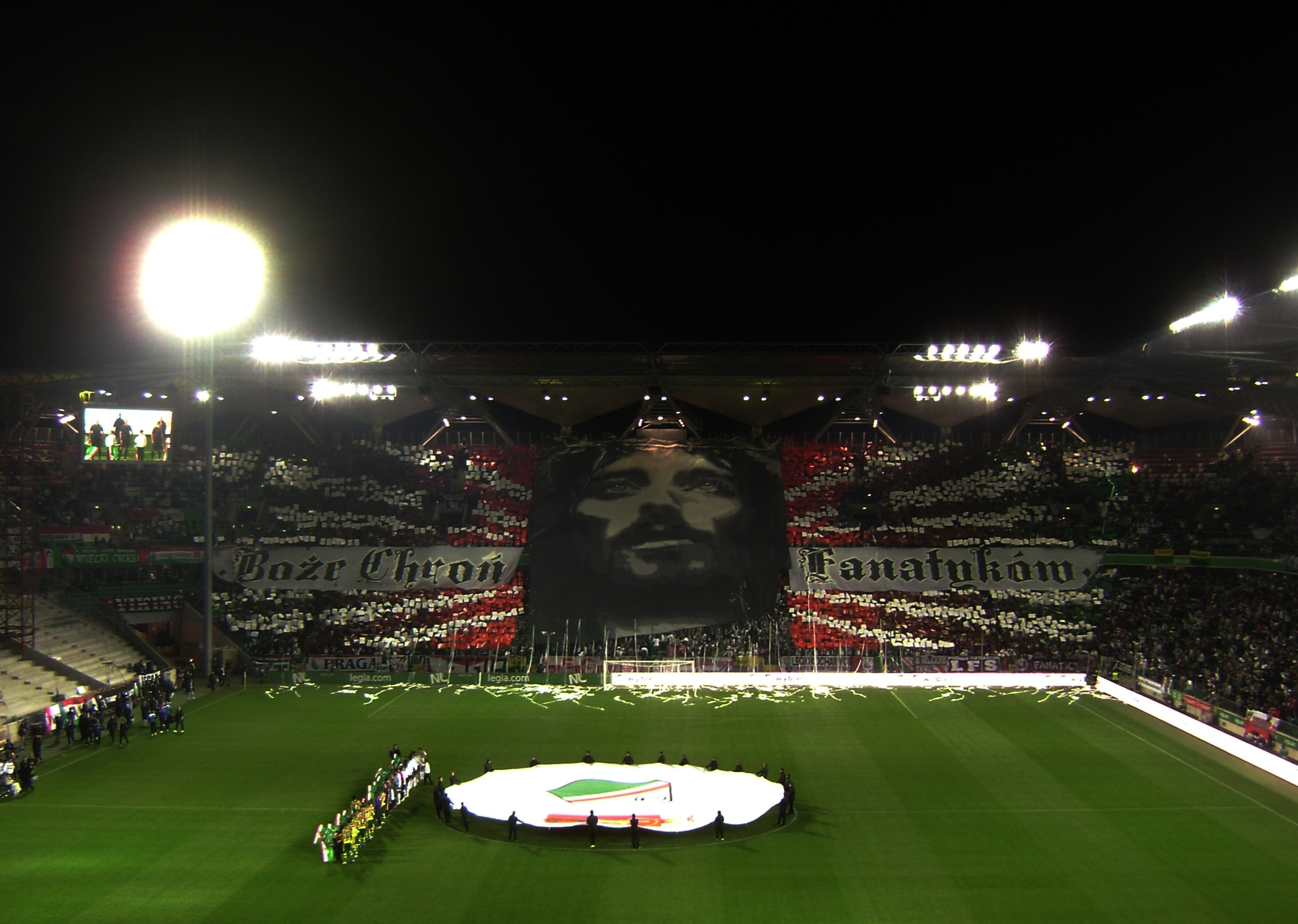
Tifo des Ultras du Legia Varsovie en Pologne.
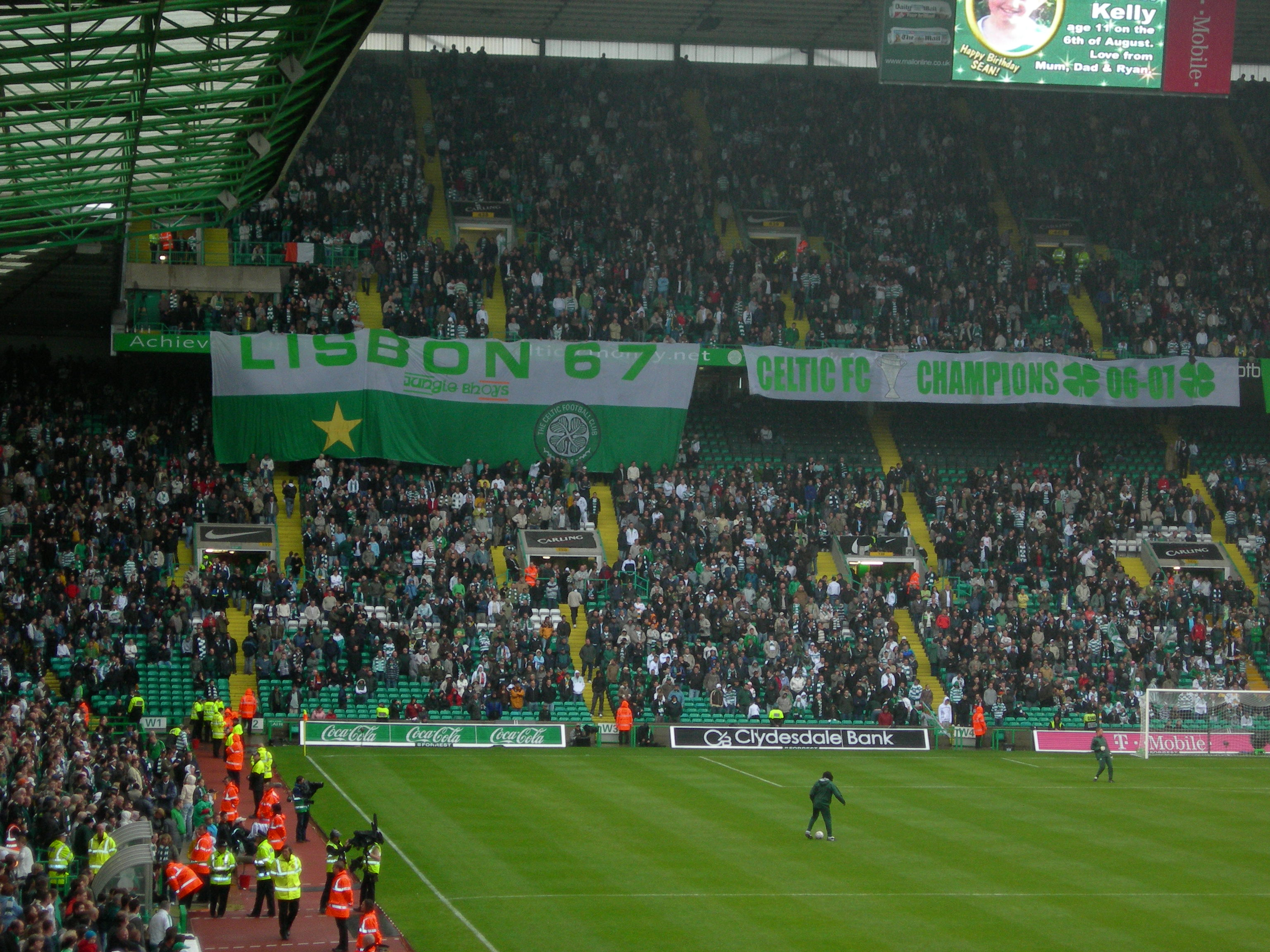
Supporters Ultras commémorant la victoire à Lisbonne du Celtic FC en Écosse.
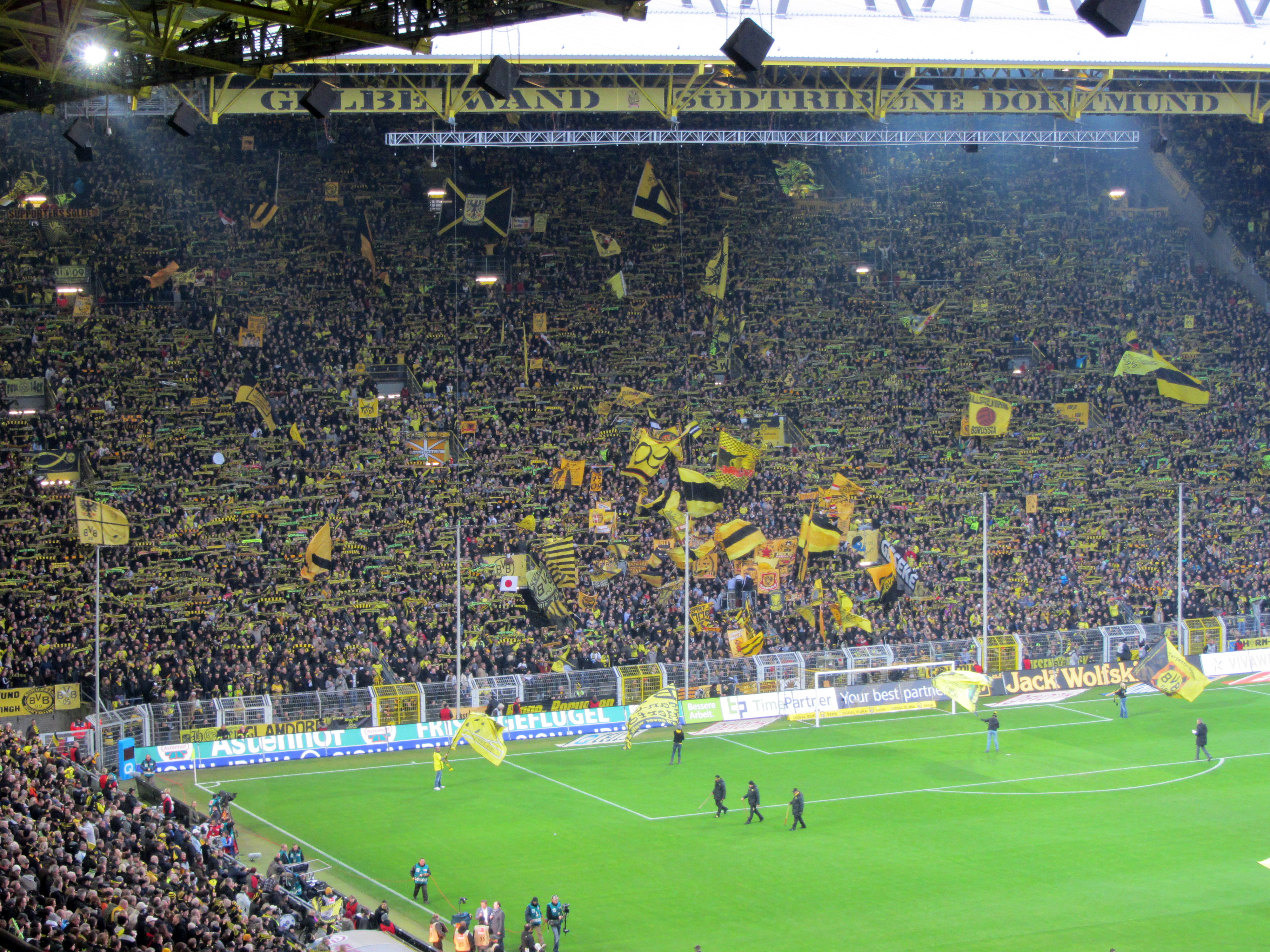
Virage Südtribune à Dortmund en Allemagne.

### Mouvement ultras en Afrique
Le mouvement ultras en Afrique émerge dans le Maghreb plus précisément en Tunisie ( du fait de sa proximité géographique et de ses liens historiques avec l’Italie), chez les deux grands clubs du pays, l’Espérance de Tunis et le Club africain. Les African Winners fondées en 1995 qui soutiennent le club africain,, sont les pionniers du mouvements ultra en Afrique, considérer comme étant le premier groupes ultra en Afrique et notamment du monde arabe, même si cette affirmation reste contesté,.Il faudra ensuite attendre presque 10 ans pour voir d'autres groupes apparaitre comme les Ultra Winners 05 au Maroc, soutenant le Wydad Casablanca,considérer comme l'un des meilleurs groupe ultras du monde…  d'ailleurs le mouvement au Maroc est devenu une référence dans le monde entier adoptant un style italien, plusieurs autres groupes sont donc apparus comme les greens boys du Raja Club Athlétique, les Ultras Askary de l'AS far à rabat… les derbys au Maroc sont devenus un spectacle de Tifo et de banderole.  
les stades de football en Afrique sont devenus un moyen pour les jeunes d'expression et de critique envers les autorités…ils expriment leur mécontentement de leur avenir, de la situation politique du pays, du malaise social dans les quartier populaires...plusieurs chansons publiées sur les réseaux sociaux dénoncent cela, comme la chanson des Ultras Eagles 06 en Egypte  "F'bladi delmouni!" ("Opprimé dans mon pays!") qui a fait plus de 9 millions de vues sur YouTube, on peut citer plusieurs autres chansons comme la chanson "Ya Hyetna" ("Oh notre vie") des African Winners qui a fait plus de 11 millions de vues sur YouTube.Elle évoque la corruption, la drogue et également la mort du jeune supporter du Club Africain Omar Laabidi, mort noyé dans le oued Meliane.

## Concepts
Le soutien des ultras se traduit par l'animation des rencontres (tifos, chants, etc.) et par l'organisation de déplacements afin de soutenir l'équipe « à l'extérieur ». À la différence des autres groupes de supporters, souvent informels, un groupe ultra s'organise en une structure indépendante vis-à-vis du club. Parfois ces groupes se distinguent également par des engagements politiques, comme les groupes affichant les couleurs nationales, même si la plupart des groupes ultras sont apolitiques.
Il n'y a pas de définition qui permet de définir le mouvement ultra mais des règles non écrites. On peut résumer les principes ultras en 7 points :
- l'autofinancement (par la vente de gadgets et adhésions) ;
- l'indépendance (vis-à-vis du club notamment) ;
- la solidarité entre membres du groupe ;
- la présence à domicile comme à l'extérieur ;
- la loyauté en cas de conflits avec d'autres supporters (pas d'utilisation d'armes ni d'attaque contre des non-ultras) ;
- le respect envers les ultras ayant de l'ancienneté.
- n'avoir aucune relation avec les forces des pays (police, gendarmerie... etc)

### Tifos
Les ultras créent aussi des animations visuelles spécifiques dans la partie du stade où ils sont situés, on[Qui ?] parle alors de tifo. Les premiers tifos en Italie étaient rudimentaires : des grands drapeaux agités lors de l'entrée des joueurs. Puis à partir de 1975, des engins pyrotechniques sont utilisés notamment dans les villes portuaires où il est facile de s'en procurer (obligatoire sur les bateaux). Lors du derby génois, les Ultrà Tito Cucchiaroni sortent une grande voile qui recouvre une grande partie de la tribune. En mai 1986, les ultras de la Roma réalisent le premier tifo à base de bandes plastiques sur le virage sud lors du match contre la Juventus. C'est encore les ultras de la Roma lors du derby romain qui disposent des feuilles aux couleurs du club pour former un damier.
Si les tifos sont plutôt courants dans une saison sportive, certains retiennent davantage l'attention que d'autres, tout particulièrement quand ils suscitent une controverse. Le match de derby entre l'AS Saint-Étienne et l'Olympique lyonnais en 2007 avait été l'occasion d'un tifo contesté, représentant les joueurs lyonnais en animaux, le tout complété par une banderole disant : « La chasse est ouverte, tuez-les ».
Le groupe ultra des Magic Fans avait alors été condamné en justice à une peine d'amende. Plus récemment, le groupe Ultras Inferno du Standard de Liège avait créé la polémique en déployant un tifo représentant le joueur de football Steven Defour décapité, lors du classico belge, les opposant donc au RSC Anderlecht.

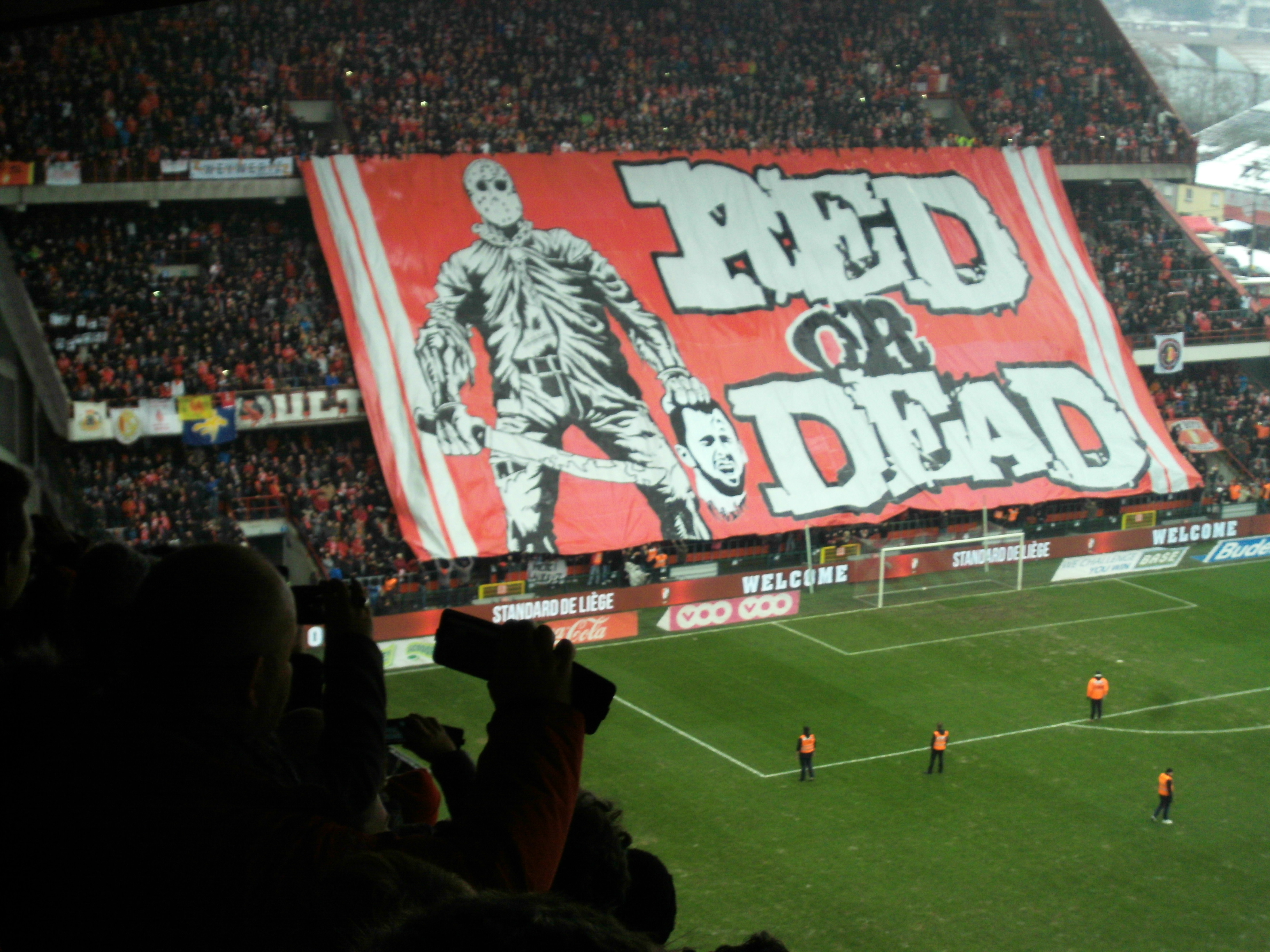
Le tifo contesté lors du match Standard de Liège-Anderlecht du 25 janvier 2015.

### Chants

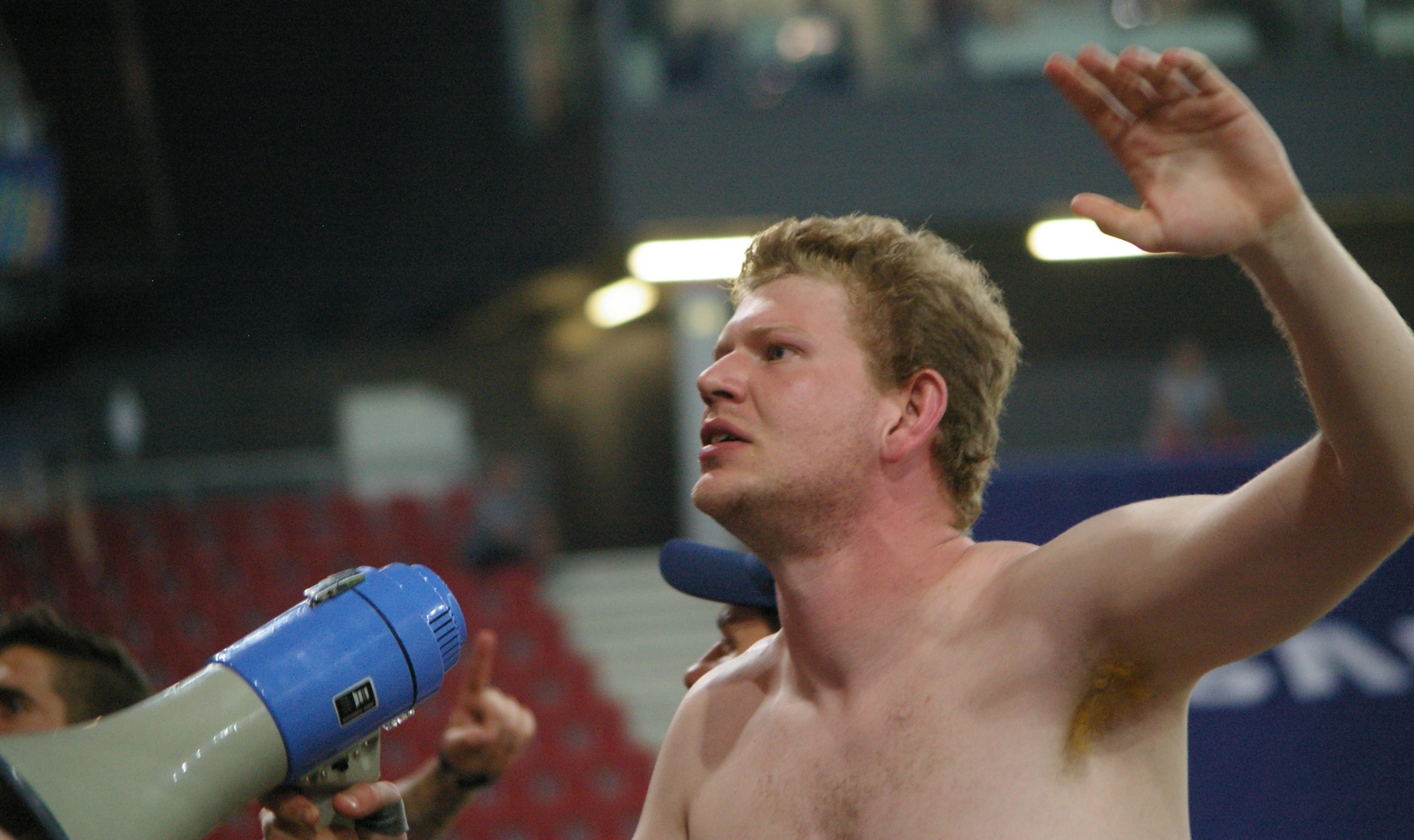
Un Capo autrichien avec son mégaphone en 2015.

Au stade, le groupe ultra forme un bloc face au terrain, les membres sont debout et doivent chanter pendant 90 minutes. À ces chants peuvent s'additionner une gestuelle : applaudissements rythmés, tendue d'écharpes, agitation de drapeaux, etc. Le groupe est coordonné et dirigé par un « capo » (de « tête » ou « chef » en italien et par extension meneur), une personne munie d'un mégaphone qui se situe face à eux (et donc dos au terrain) et qui a pour but de lancer les chants, d'indiquer la gestuelle, de diriger et coordonner le groupe avec parfois d'autres groupes de supporters.

### Emplacement
Les groupes ultras se placent généralement dans les kops ou dans les virages, partie du stade regroupant de longue date les supporters les plus actifs et les plus jeunes par le faible coût des places de match. Dans ces tribunes, situées presque intégralement derrière les cages de chaque camp, le groupe ultra se réunit derrière une bâche où leur nom est écrit, avec parfois leur emblème ou d'autres éléments graphiques.

### Question de la politique

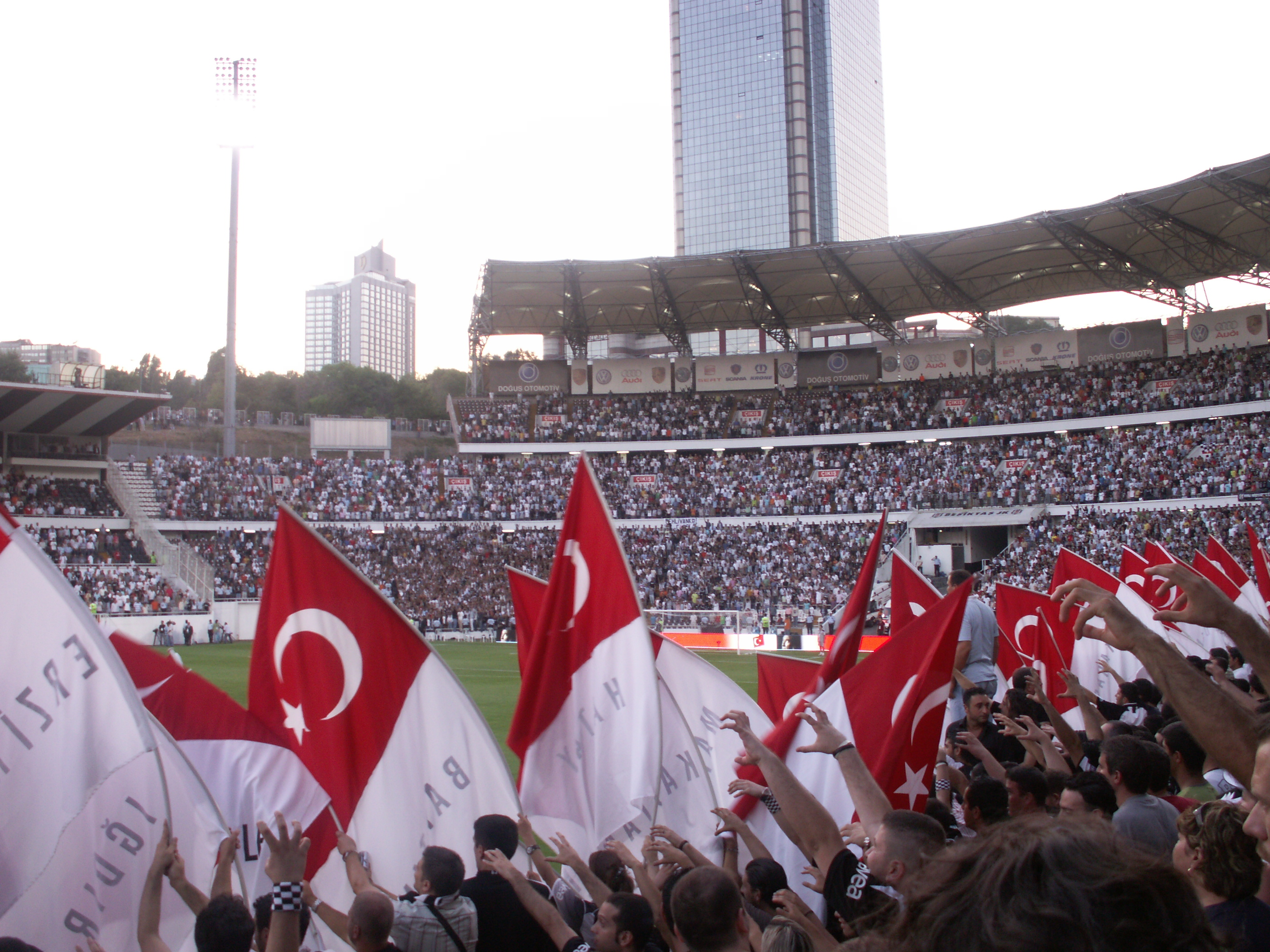
Supporters de Beşiktaş au stade İnönü en 2006 avant le début du match contre Gaziantepspor, avec des drapeaux turcs pour protester contre les attentats terroristes.

La plupart des groupes se considèrent comme apolitique. Cet apolitisme peut prendre deux formes : soit le groupe rassemble des membres peu politisés, soit différentes idéologies cohabitent sans qu'une soit dominante.
Néanmoins, depuis l'apparition du mouvement en France au milieu des années 1980, certains groupes n'hésitaient pas à mettre en avant des idéologies de droite ou de gauche. Ainsi la mise en avant du drapeau français est souvent considérée, comme une marque de fabrique du nationalisme. D'autres groupes n'hésitent pas à mettre en avant des symboles liés à l'antiracisme comme à l'inverse du drapeau français, le drapeau aux couleurs panafricaines, le portrait du Che ou des étoiles rouges.
Au cours des évènements du printemps arabe, les ultras se sont parfois mobilisés pour défendre les manifestants face aux forces de l'ordre. Ainsi, les ultras de l'Étoile Sportive du Sahel, l’Espérance sportive de Tunis et du Club africain, autre grand club tunisien, se retrouvent dès janvier 2011 en première ligne des manifestations. En février et en novembre 2011, les ultras de l’Al-Ahly et du Zamalek, les deux principaux clubs du Caire, défendent physiquement la place Tahrir contre les milices du pouvoir lors de la révolution égyptienne.

### Question de la violence

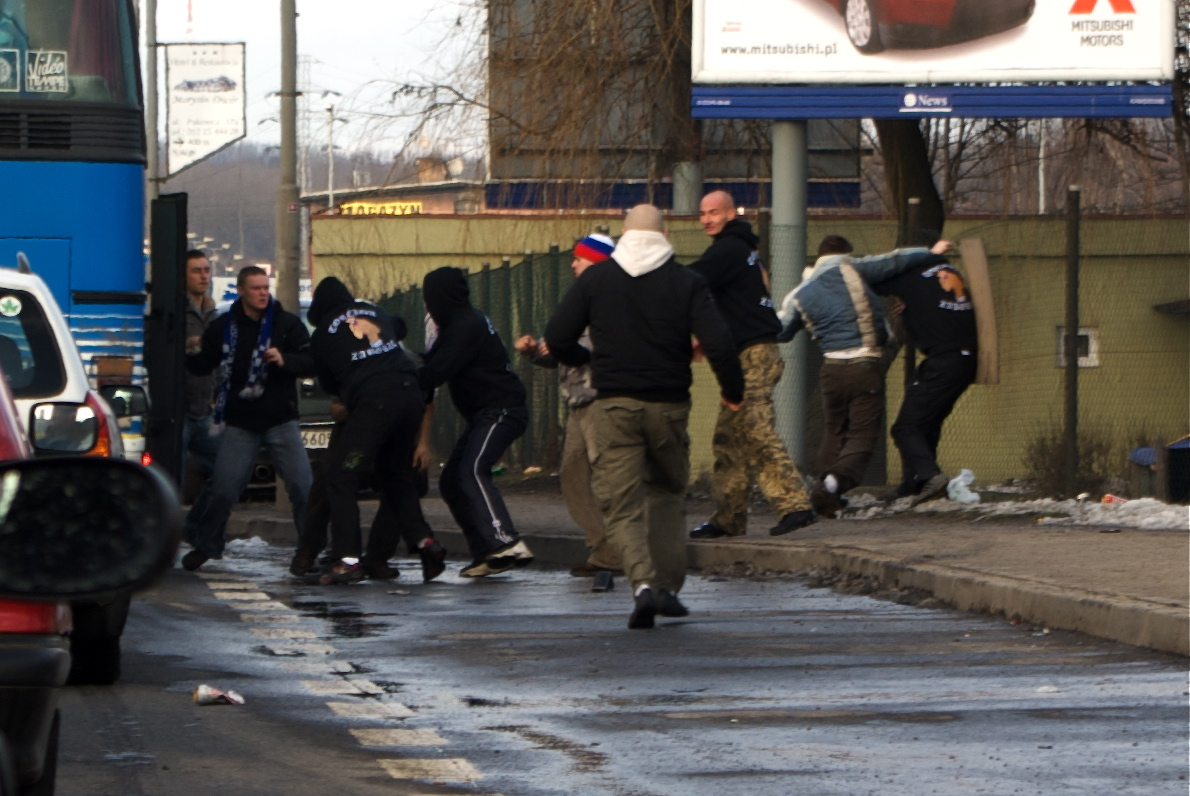
Hooligans contre les Ultras en Pologne.

La violence n'est pas le but premier d'un ultra, au contraire d'un hooligan. Mais la passion et le dévouement de l'ultra pour son groupe peuvent le pousser à utiliser la force physique lors de situations tendues avec la police ou d'autres groupes. Le rapport à la violence est considéré comme ambigu par Franck Berteau : quand officiellement, les groupes ultras rejettent la violence sauf en cas de dernier recours, elle est parfois considérée comme faisant partie du folklore.

## Aspects économiques

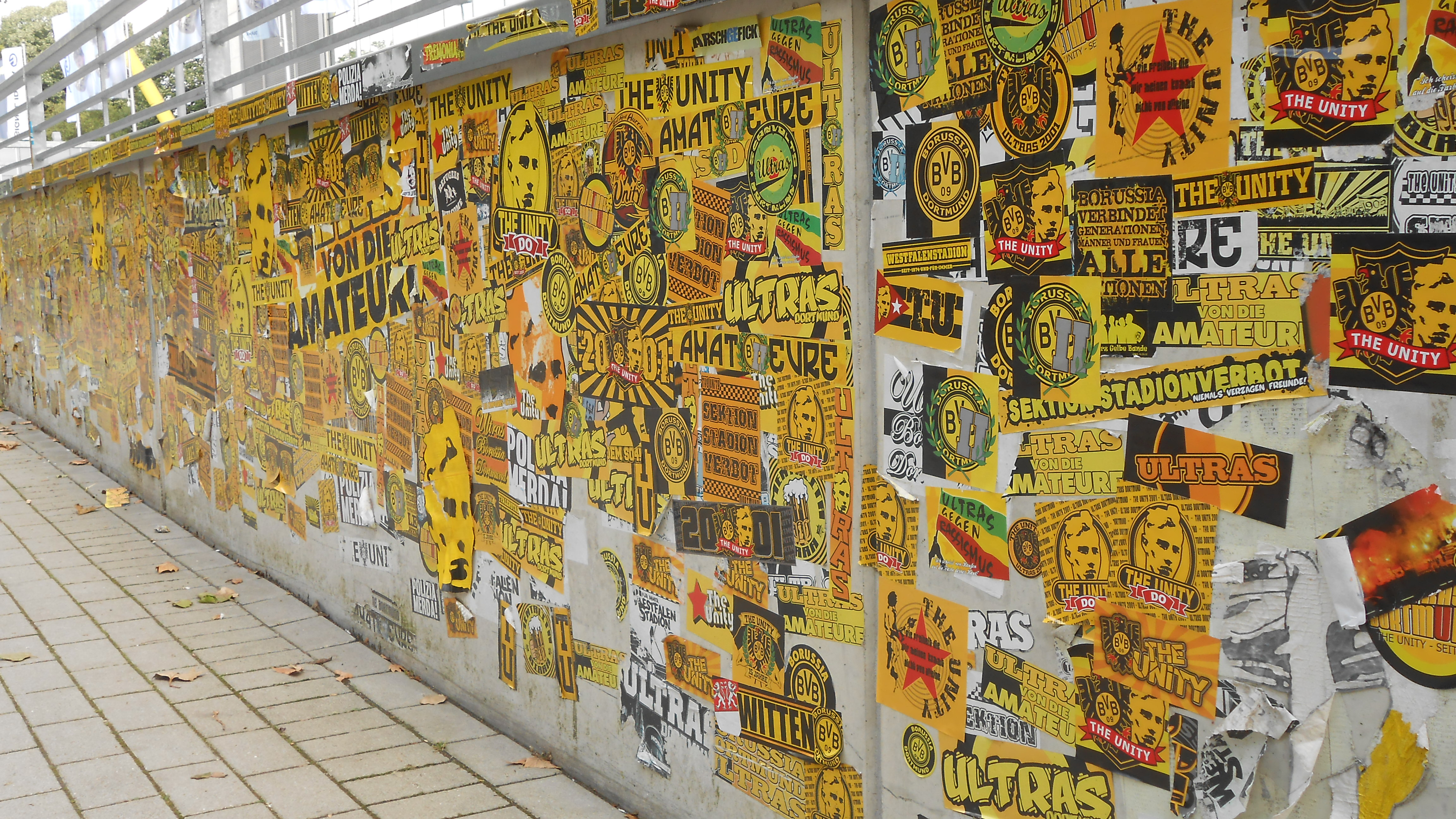
La vente de stickers est l'un des moyens de financement des groupes ultras.

Les groupes ultras se veulent financièrement indépendants du club qu'ils soutiennent. Ils s'autofinancent par différents moyens, chaque groupe ayant son système de financement. Parmi ces moyens on trouve les déplacements pour suivre le club à l'extérieur au cours desquels nourriture et boissons peuvent être vendues, des quêtes en tribune, la vente de gadgets portant le nom du groupe ou de la ville, la vente d'un fanzine édité par le groupe, etc. Cependant, des dérives mercantiles existent lorsqu'un groupe produit des gadgets en très grande quantité pour les vendre à un maximum de personnes, même extérieures au groupe. Les Irreducibilli (Lazio de Rome, Italie) possèdent même plusieurs boutiques officielles où ils vendent billets et matériels divers. En France, le CU84 de Marseille possédait une boutique de ce type, en face du stade Vélodrome sous la forme d'une SARL. Cette SARL gérait aussi les abonnements et les déplacements du CU 84. C'est à cause de cette confusion entre intérêt associatif et intérêts commerciaux que les responsables du CU 84 ont rompu les liens avec la boutique en juin 2007.
En France, les groupes ultras sont généralement regroupés sous forme d'association loi de 1901 afin de faciliter leur financement, qui dépend essentiellement des cotisations de leurs membres et de la vente de leurs produits dérivés. Les dépenses couvrent les deux aspects de la vie d'un groupe ultra : l'organisation des déplacements (en car généralement) et la fabrication d'étendards, tifos, banderoles ou bâches. Ces frais sont généralement partiellement couverts et doivent donc être complétés par les participants (le prix d'un déplacement variant selon la distance à parcourir) ou de façon exceptionnelle par le club.

## Produits et matériels utilisés
- Bâches
- Feuilles en plastique ou en papier pour former une mosaïque
- Bombes de peinture aérosol
- Banderoles
- Drapeaux
- Mégaphone (uniquement pour le Capo)
- Confettis et papelitos
- Ballons
- Étendards
- Plastrons
- Sticker art
- Tambours
- Ponchos
- Écharpes
- Fumigènes

L'introduction de fumigènes dans les stades est interdite pour des raisons de sécurité, mais c'est une pratique assez courante chez certains ultras. Suivant les législations, elle peut entraîner des interdictions de stade ainsi que des sanctions financières pour le club responsable des supporters fautifs.

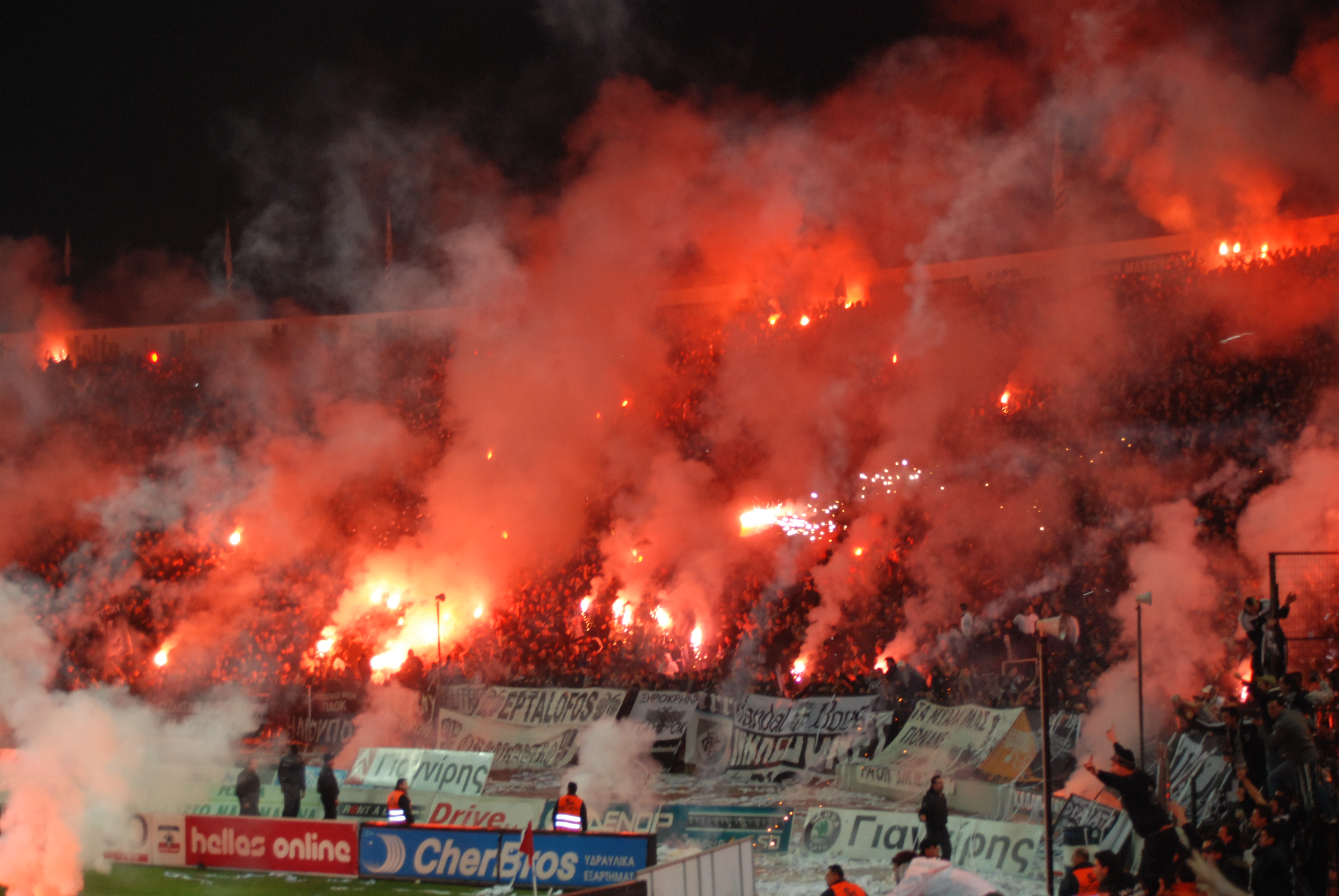
Utilisation de fumigènes par les Ultras du PAOK Salonique.
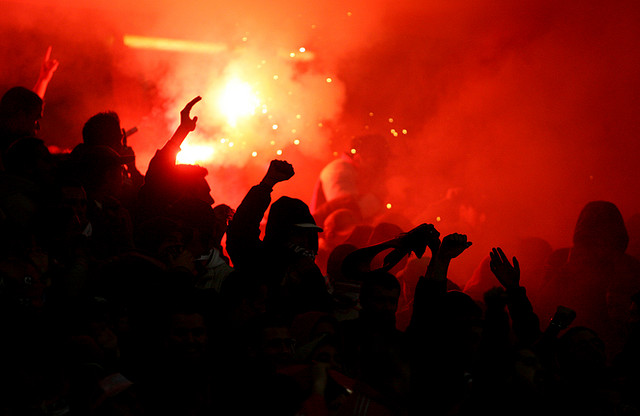
Ultras du Benfica Lisbonne.

## Situation du mouvement ultra en France

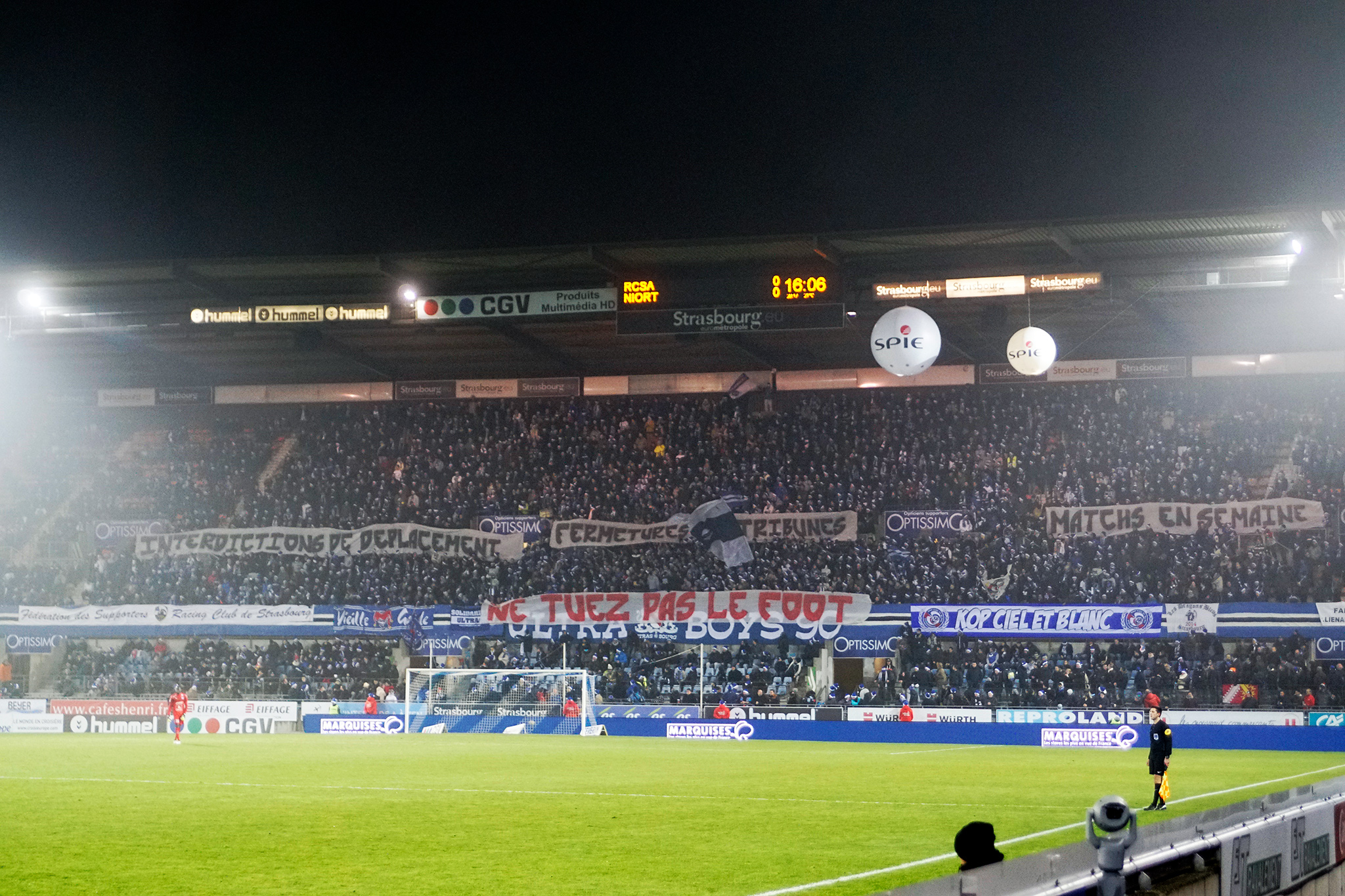
Les Ultras à Strasbourg.

### Relations avec la Ligue de football
Lors de la saison 2003/2004, la ligue décide de déplacer les matchs du samedi au vendredi soir. Un collectif de supporters, dominé par les ultras, se met en place et conteste cette décision. Une réunion se tient entre des responsables du collectif et le président de la Ligue mais ce dernier ne modifie pas le calendrier des matchs.
Reconnaissant le rôle important des ultras dans la vie des stades français, le gouvernement français décide à la fin des années 2000 d'organiser une table ronde avec les divers acteurs du football. Ainsi, s'est tenu un premier Congrès National des Associations de Supporters au Stade de France, le 28 janvier 2010, sous l'égide du sociologue et ancien ultra Nicolas Hourcade.
Une grande partie des groupes ultras français ont participé à cette réunion et aux groupes de travail réunissant des ultras, des supporters dits « classiques » et des représentants de la LFP, du gouvernement, des forces de l'ordre et des médias. L'objectif était de trouver des solutions pour que les ultras puissent continuer d'animer les stades dans de meilleures conditions et en éradiquant la violence. Presque tous les clubs professionnels étaient représentés. En fin de congrès, des discours de Rama Yade et Frédéric Thiriez ont été accueillis sans grand enthousiasme par les groupes ultras présents[réf. nécessaire].
À l'aube de la saison 2012/2013, la ligue modifie les horaires des matchs du vendredi en les passant à 18 h 45. Le collectif SOS Ligue 2 est relancé à cette occasion. Après de multiples actions tant en ligue 1 qu'en ligue 2, la ligue modifie son calendrier.

### Relations avec les forces de l'ordre

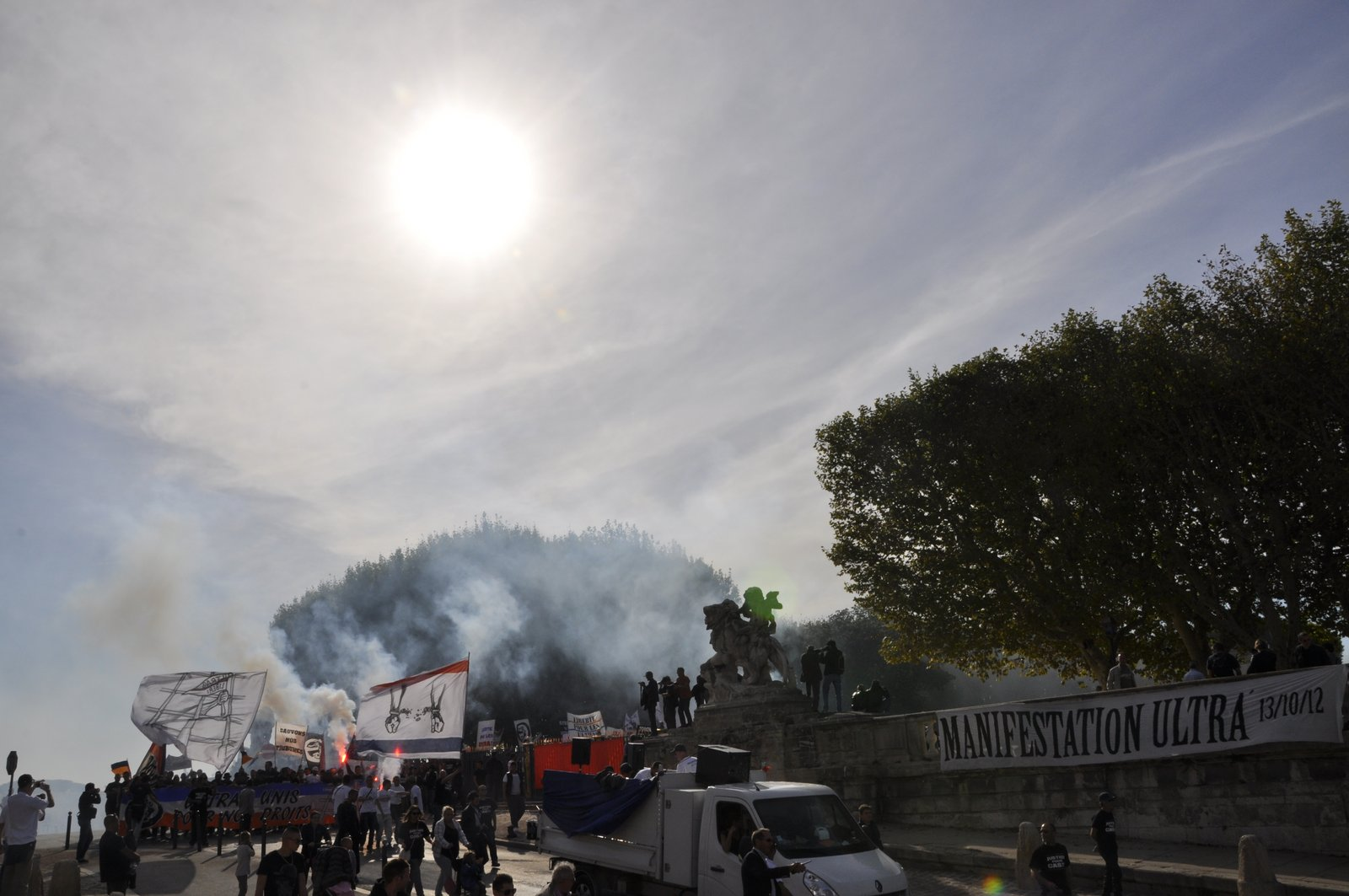
Manifestation nationale des ultras le 13 octobre 2012 à Montpellier.

Les relations entre ultras et forces de l'ordre sont généralement difficiles et heurtées, même si la situation diffère d'un pays, d'un club ou d'un groupe à un autre. Un événement célèbre sur le sujet en France est l'expulsion violente des CRS par des membres de la tribune Boulogne du Parc des Princes en août 1993 lors du match contre Caen.
Les ultras des différents groupes de l'hexagone se concertèrent ensemble en 2007, à la suite du décès du supporter Julien Quemener, pour mettre en place des actions communes et aboutir ensemble à une manifestation visant à défendre leurs droits et faire entendre leurs voix. À l'initiative des Boulogne Boys 1985 du Paris Saint-Germain s'était créé le CNS (Coordination Nationale des Supporters) et dont la première action fut une banderole commune dans les différents stades français (« supporter n'est pas un crime »). Cependant, ce comité national s'est vite dissipé, certains grands groupes n'ayant jamais voulu rejoindre ce mouvement pour des raisons peu claires, sans doute une question de leadership[réf. nécessaire]. Ils fondèrent alors la Coordination Nationale des Ultras, organisation regroupant 24 groupes ultras d'équipes différentes.
Le 13 octobre 2012, une manifestation à Montpellier regroupe un millier d'ultras venus de toute la France et quelques groupes d'Italie et de Suisse. Les revendications sont doubles : soutenir « Casti », un ultra qui a perdu un œil à la suite d'une bavure policière, mais aussi nationalement se regrouper contre les mesures de la loi LOPPSI 2 et contrer une éventuelle application du plan Leproux à l'échelle nationale.
Face à cette montée des mesures de contraintes en France, une mission parlementaire menée par la députée et ancienne ministre Marie-George Buffet (Parti Communiste Français-GDR) et son collègue Sacha Houlié (LREM) est initiée en 2019 et aboutit en mai 2020, proposant de sortir de certaines dérives dans la prise en considération du supporterisme et plus particulièrement les pratiques en matière d'interdictions administratives de stade (IAS) : les 2 députés dans leur rapport rendu en mai 2020 font la proposition d'un retour des fumigènes, dans une certaine mesure, dans les tribunes françaises,, et un cadre plus protecteur autour des IAS, avec plus de transparence dans leur prononcé, leur limitation plus stricte dans le temps et dans leur cumul avec d'autres sanctions judiciaires ou commerciales, ou encore des possibilités de contestation plus effectives,,,.

### Mesures administratives envers des groupes
Le 17 avril 2008 a officiellement marqué la fin du groupe parisien des Boulogne Boys 1985. Cette dissolution, prononcée par Michèle Alliot-Marie, survient après l'affaire de la banderole parisienne lors de la finale de la Coupe de la Ligue contre Lens (Pas-de-Calais) où était écrit « Chômeurs, pédophiles, consanguins : Bienvenue chez les Ch'tis ». Cette affaire a longuement occupé la scène médiatique, même si certains n'y voient qu'un fait divers peu grave visant à humilier de manière corrosive et humoristique l'adversaire d'un soir plutôt qu'une réelle volonté d'insulter gratuitement les "Ch'tis".
Cette dissolution a été unanimement dénoncée par les ultras mais aussi par plusieurs sociologues spécialisés dans le monde des tribunes dénonçant un coup médiatique visant le groupe le plus calme de la tribune Boulogne au lieu des indépendants de cette tribune, supporters les plus virulents n'appartenant à aucun groupe.
Cette dissolution donna lieu à une manifestation le 17 mai 2008 organisée conjointement à Lens et à Nice. Cette marche commune de différents groupes ultras réunit au total plus de 2 700 supporters classiques et ultras (environ 700 à Lens et 2 000 à Nice). Cette manifestation avait pour but de dénoncer la répression abusive dont sont souvent victimes les ultras, de favoriser la liberté d'expression de ceux-ci mais aussi de dénoncer le football business, sujet très important que les ultras ne cessent de dénoncer au profit d'un football populaire. Cette manifestation a réuni des groupes de différents clubs français mais aussi belges, suisses et italiens ainsi qu'allemands venus dénoncer les mêmes problèmes vécus dans leurs pays.
En avril 2010, sept autres groupes d'ultras français (de Paris, Nice et Lyon) sont dissous par le gouvernement.
En février 2011, la Butte Paillade de Montpellier est suspendue pour 4 mois à la suite d'« actes répétés de dégradations de biens ou de violences sur des personnes ».
La LOPPSI2 dans ses articles 60 à 65 renforce l'arsenal judiciaire permettant de dissoudre les groupes de supporters.

## Principaux groupes Ultras

### Au Canada

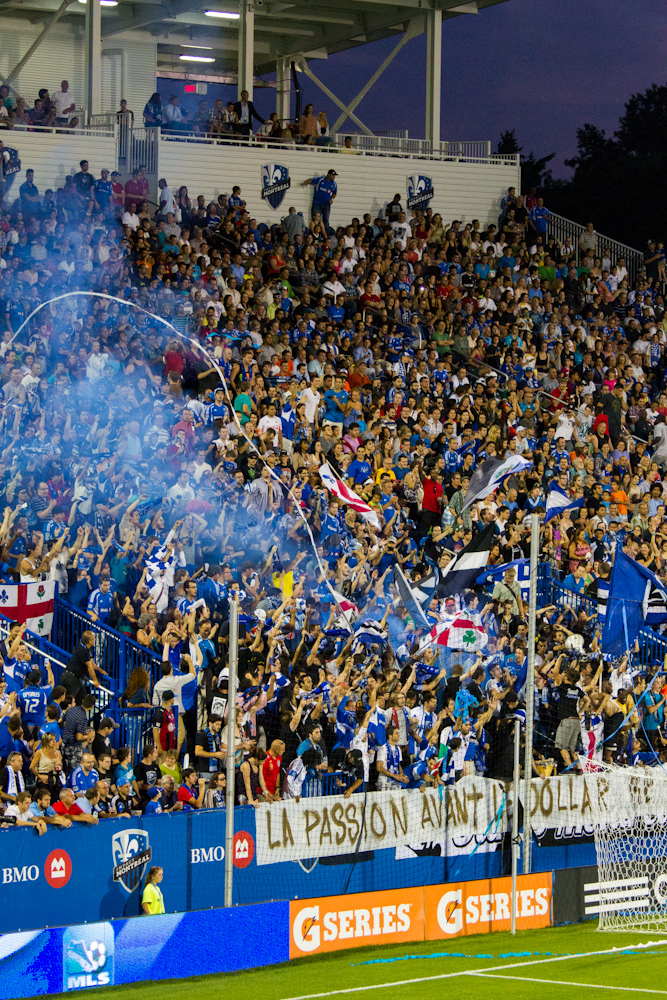
L'ultras Montréal en 2012.

- 2002 : Ultras Montréal (Impact de Montréal) au Québec (Canada)

### Au Brésil

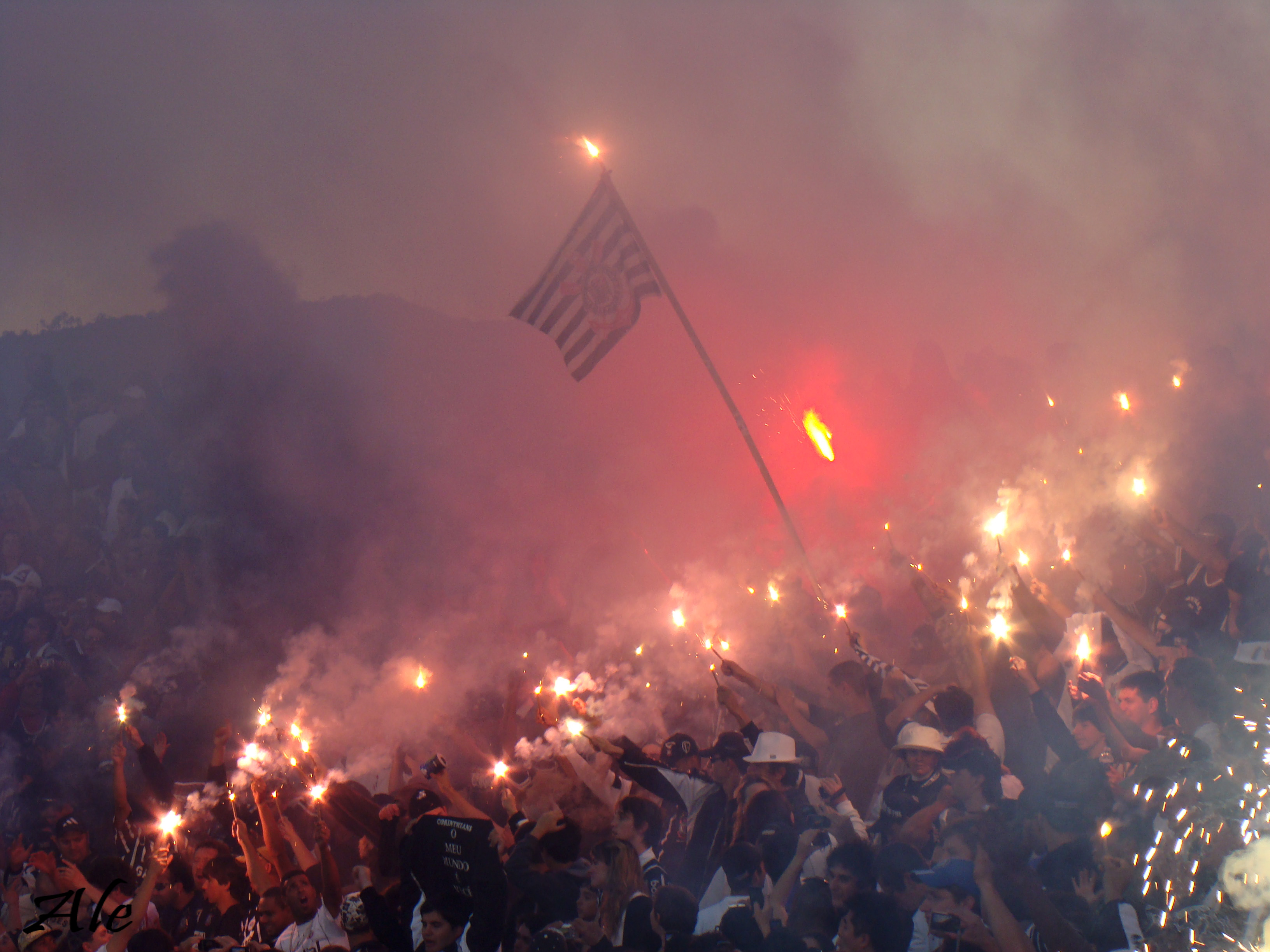
Les supporters de Corinthians.
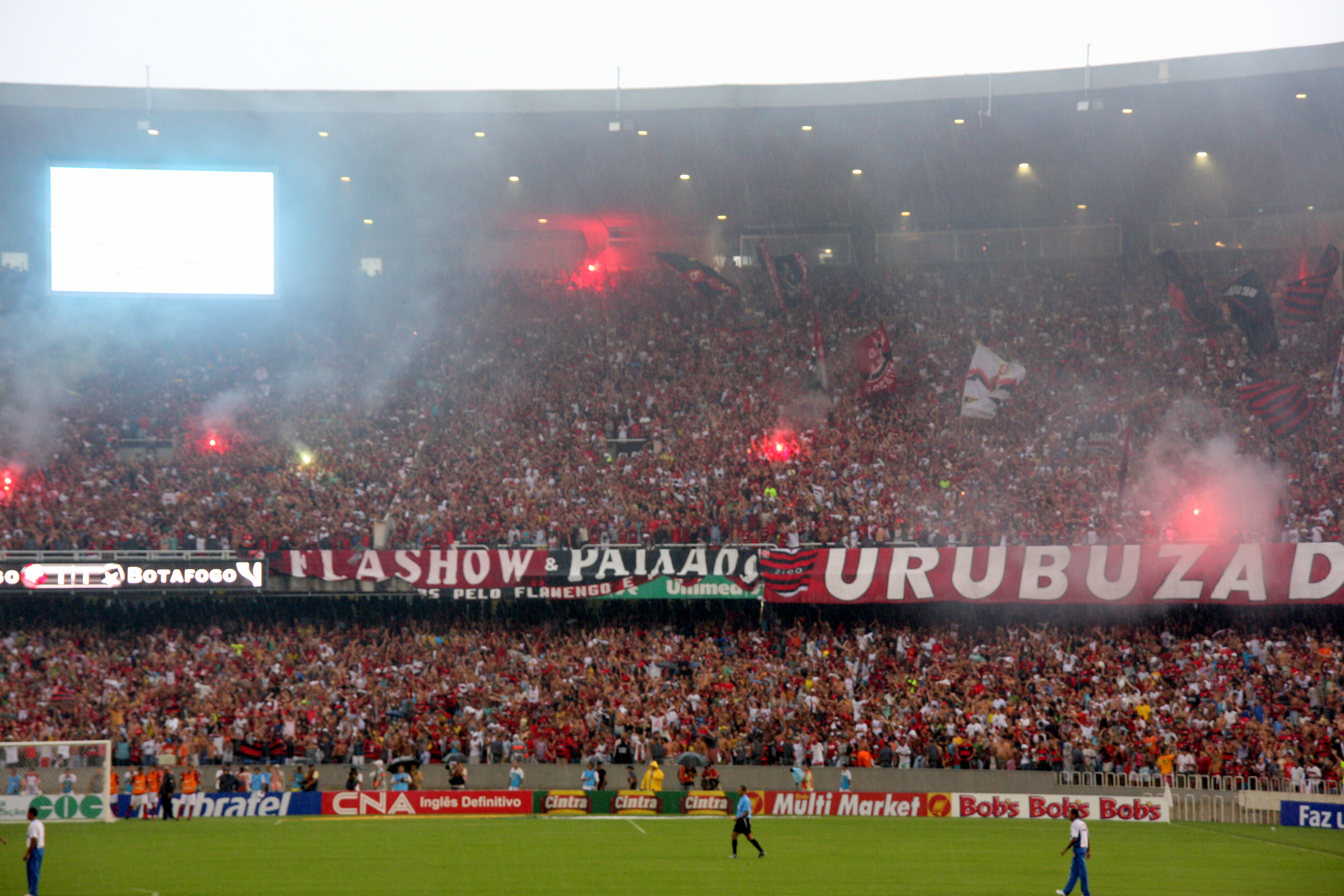
Des ultras flamengistas au Maracanã.

### En Italie

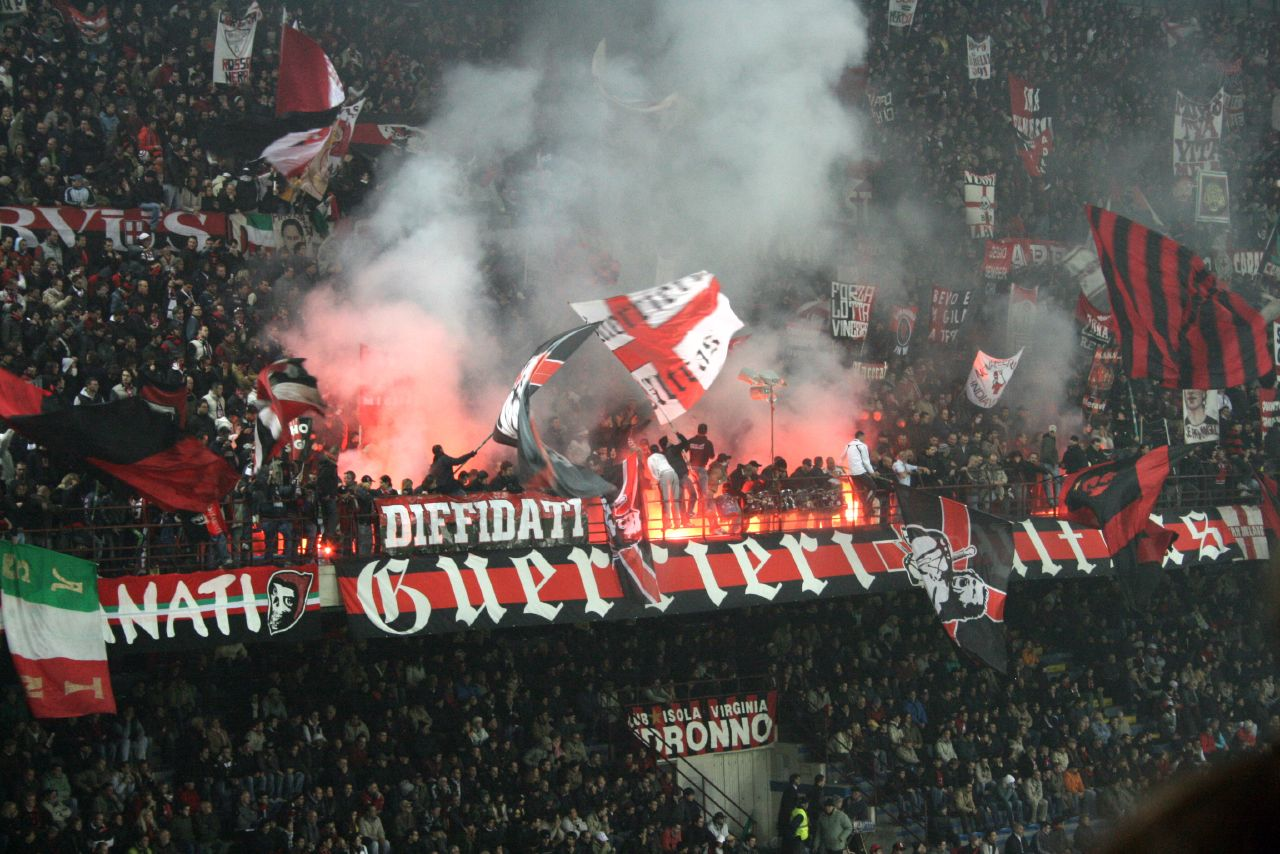
La Curva Sud Milano en 2006.
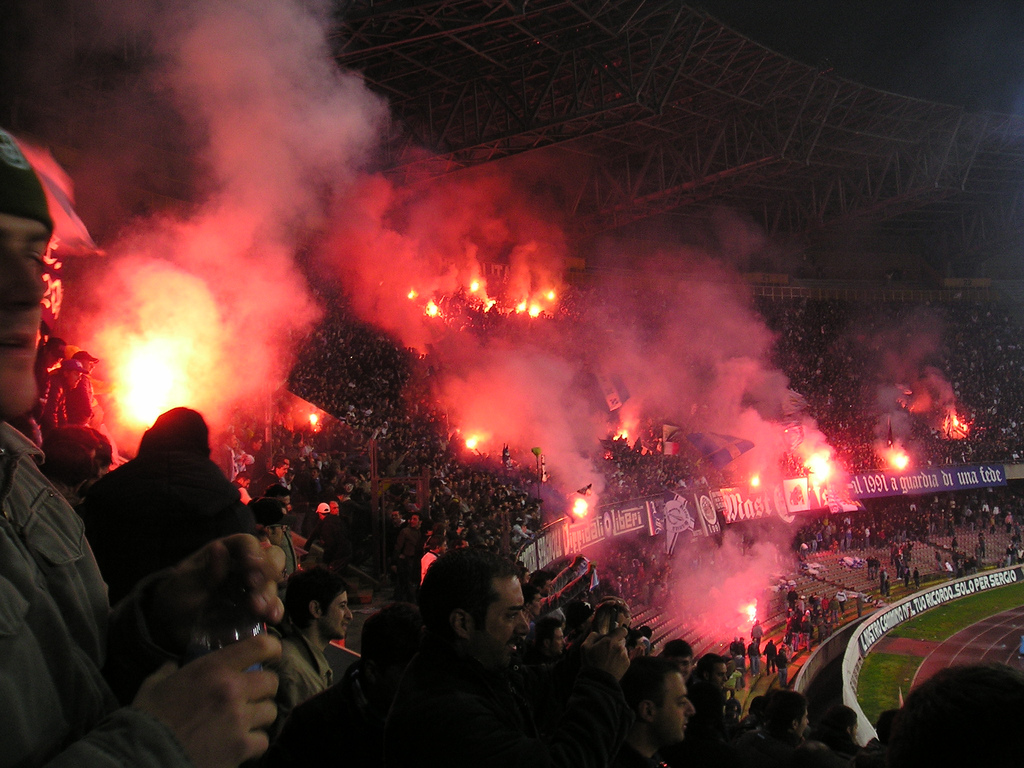
Craquage des Ultras de SSC Naples dans le Sud de l'Italie.
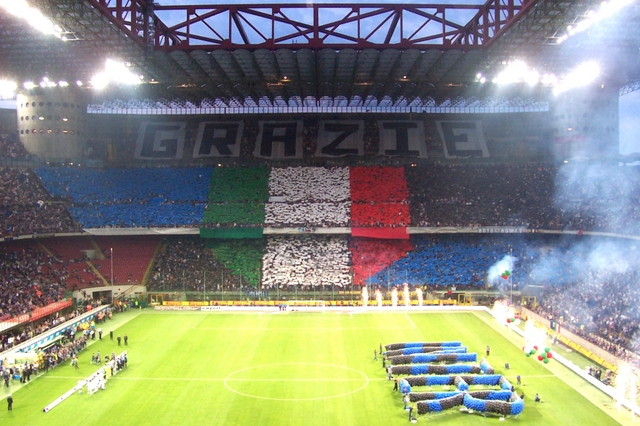
Tifo de l'Inter Milano.
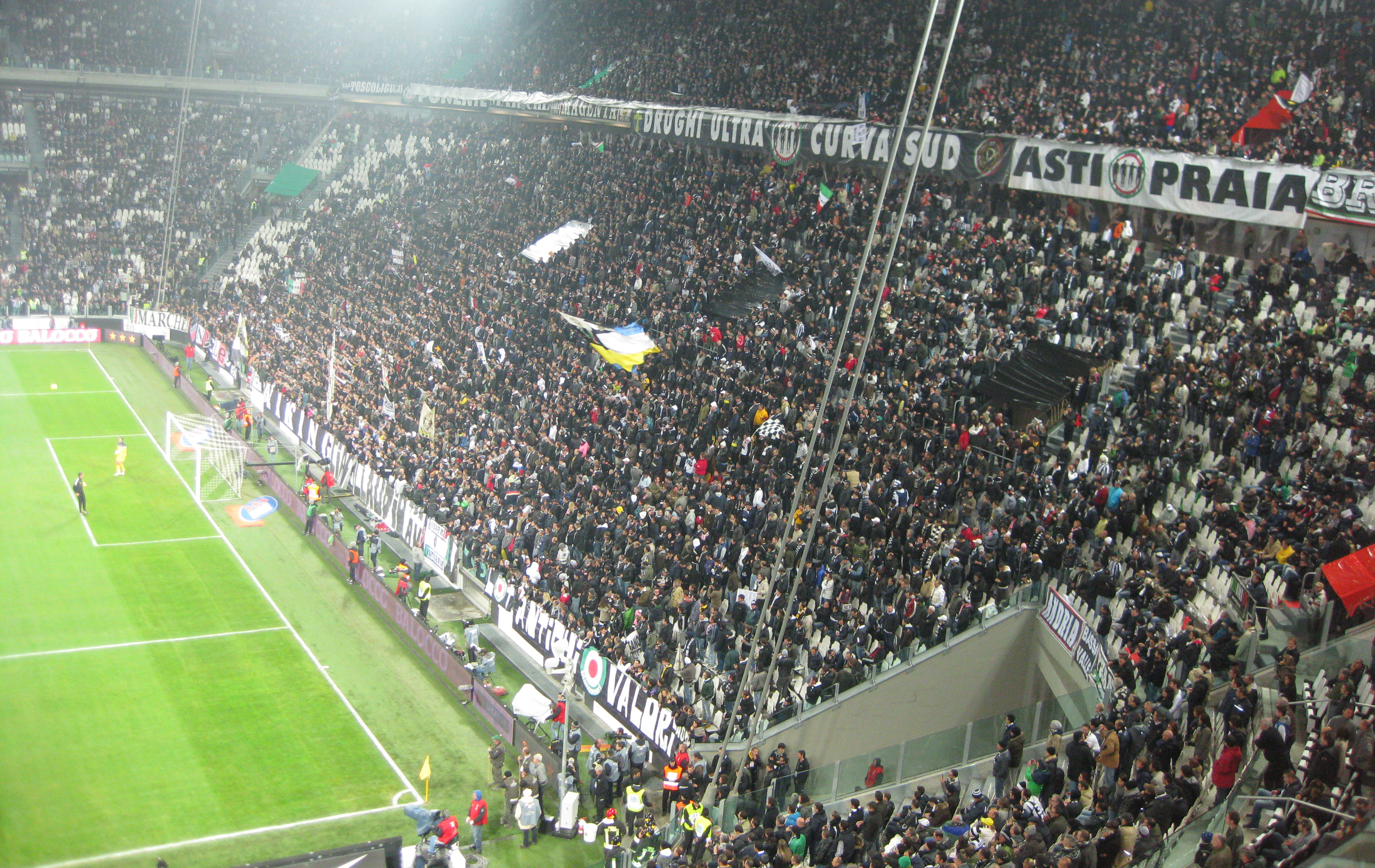
Tribuna « sud » Juventus Stadium.
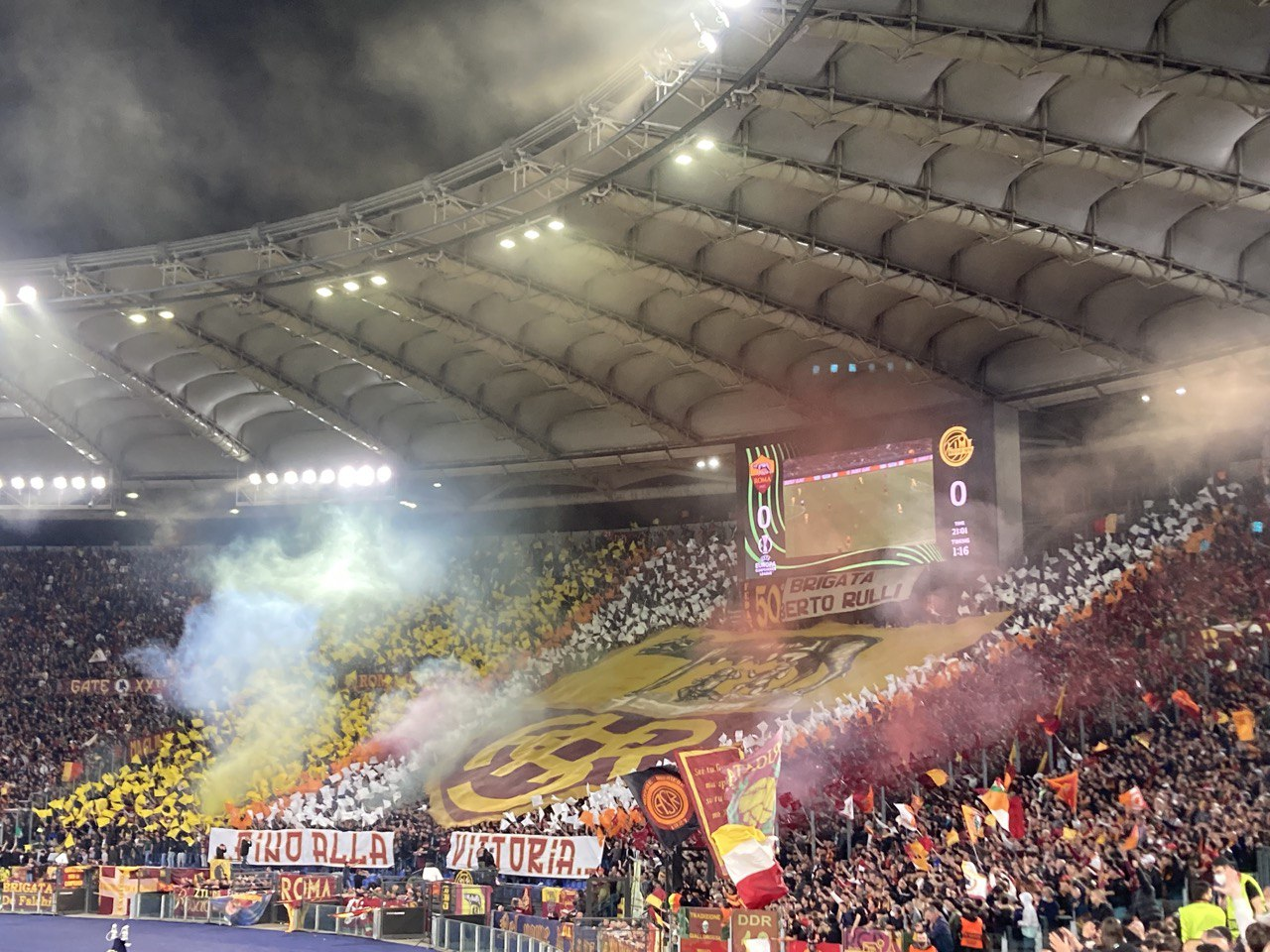
Ultras de l'AS Roma

### En France

#### Football
Par année de création : 

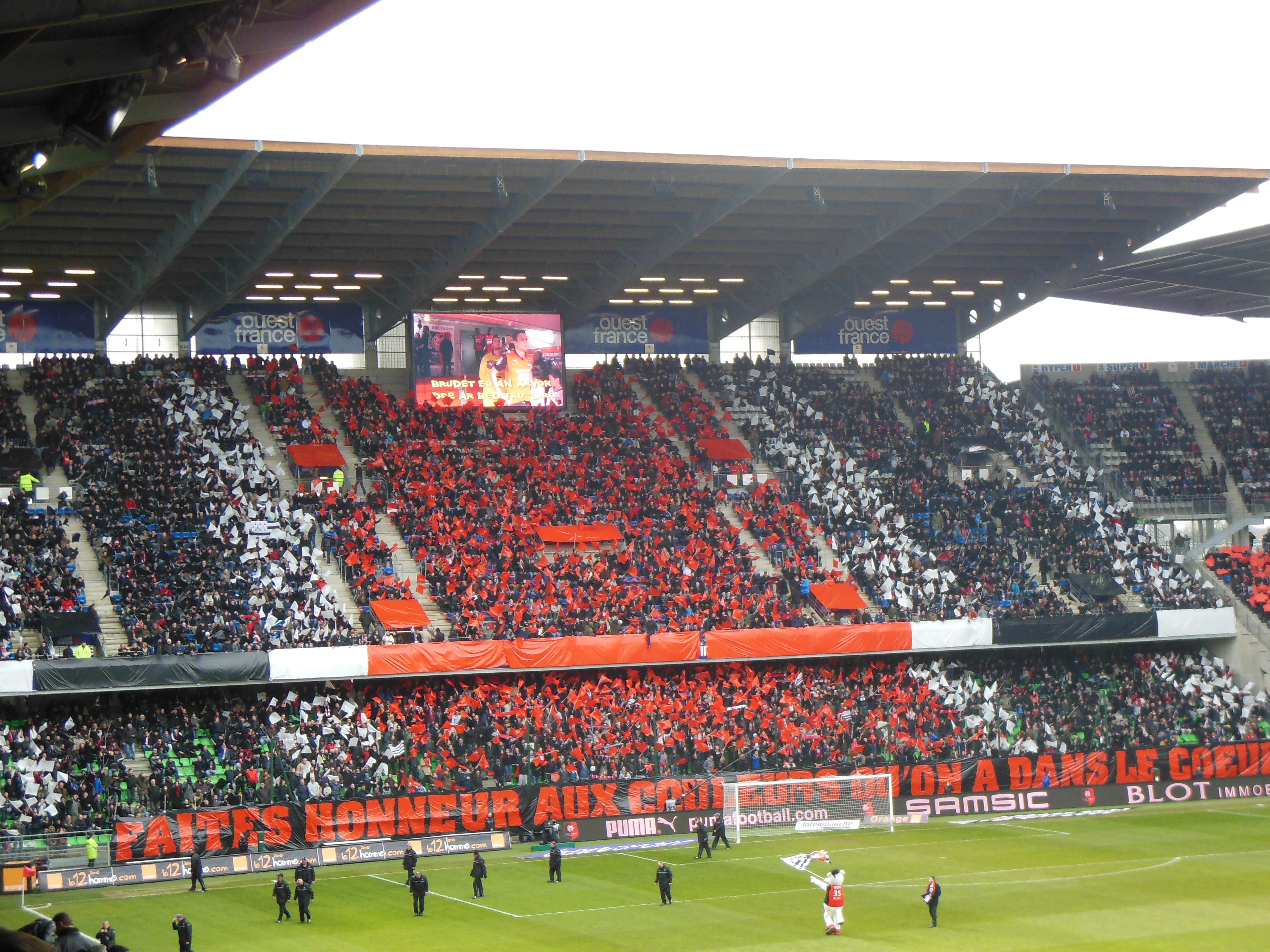
Tifo du Roazhon Celtic Kop en 2013.
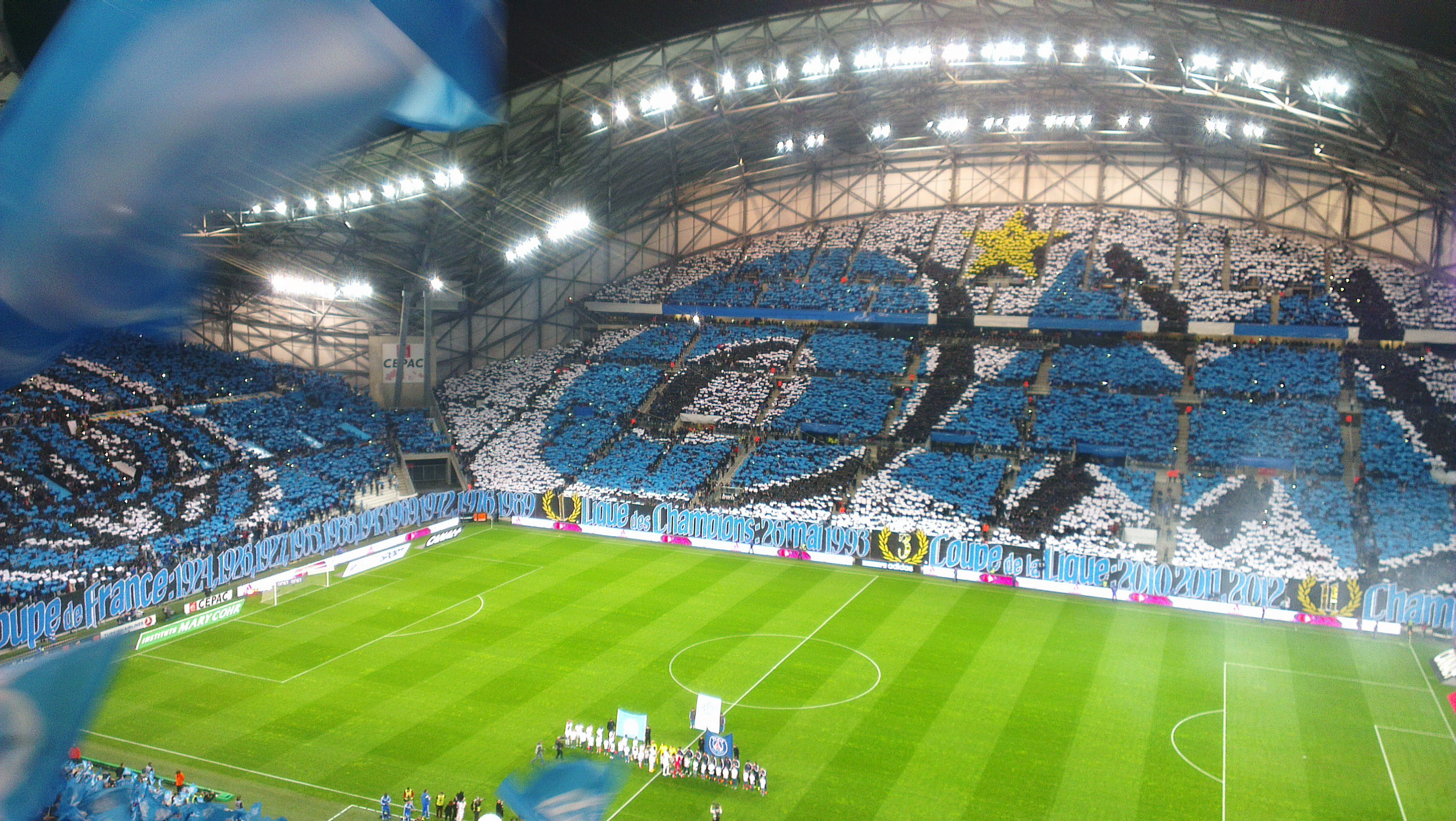
Tifo des ultras de l'Olympique de Marseille.
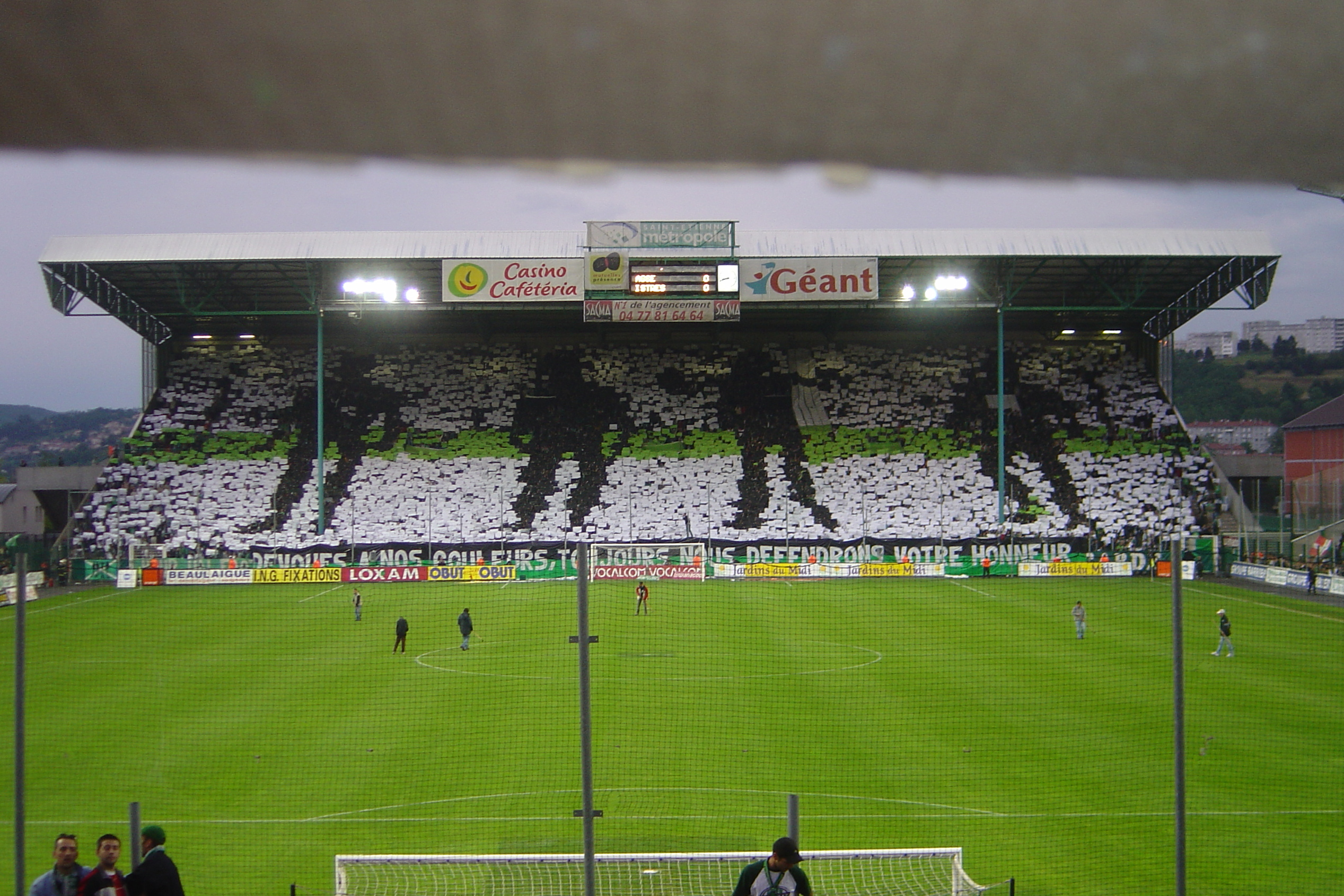
Tifo des supporters de l'AS Saint-Étienne.
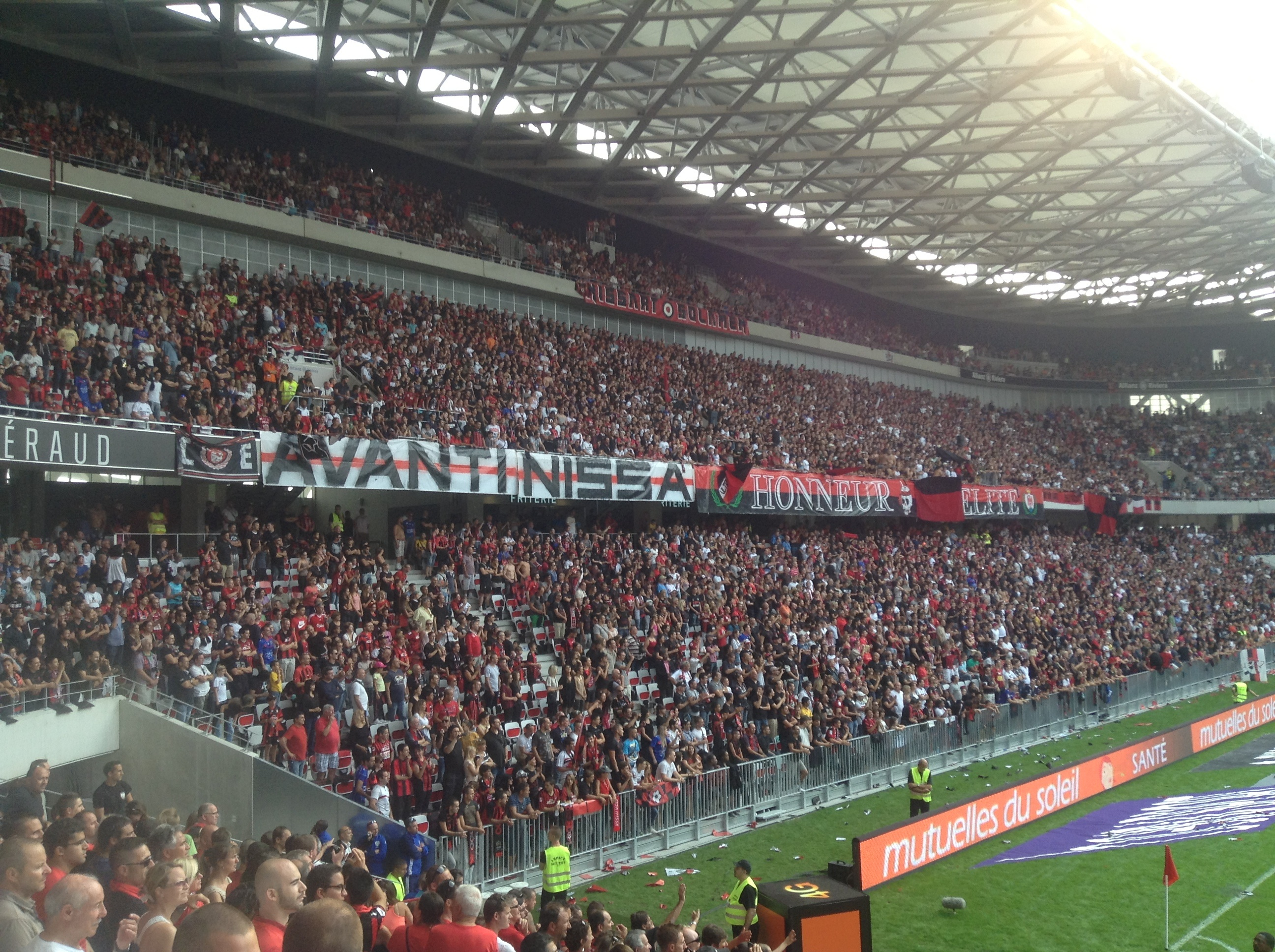
La Populaire Sud à l'Allianz Riviera.
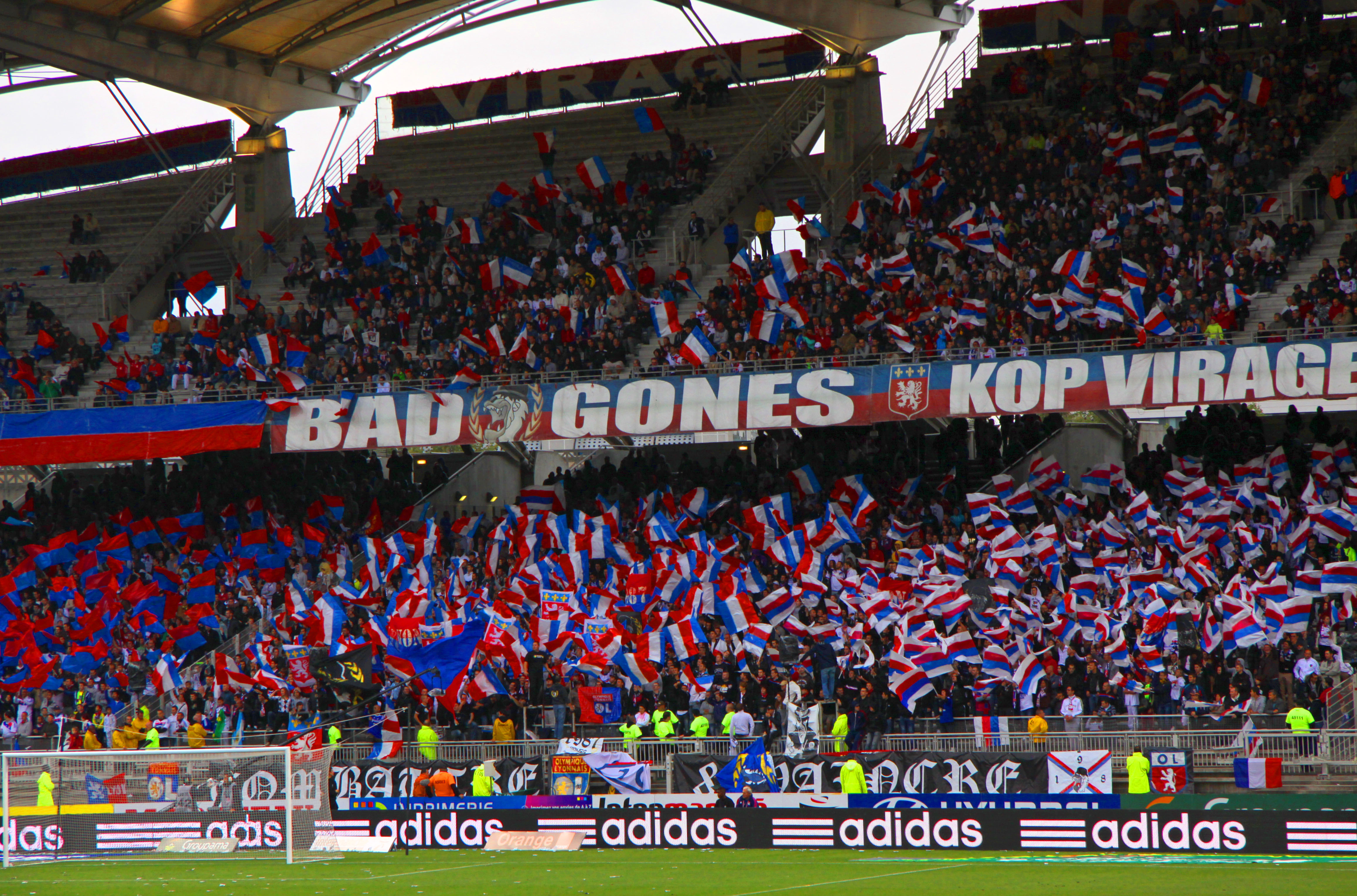
Olympique Lyonnais, Bad Gones.
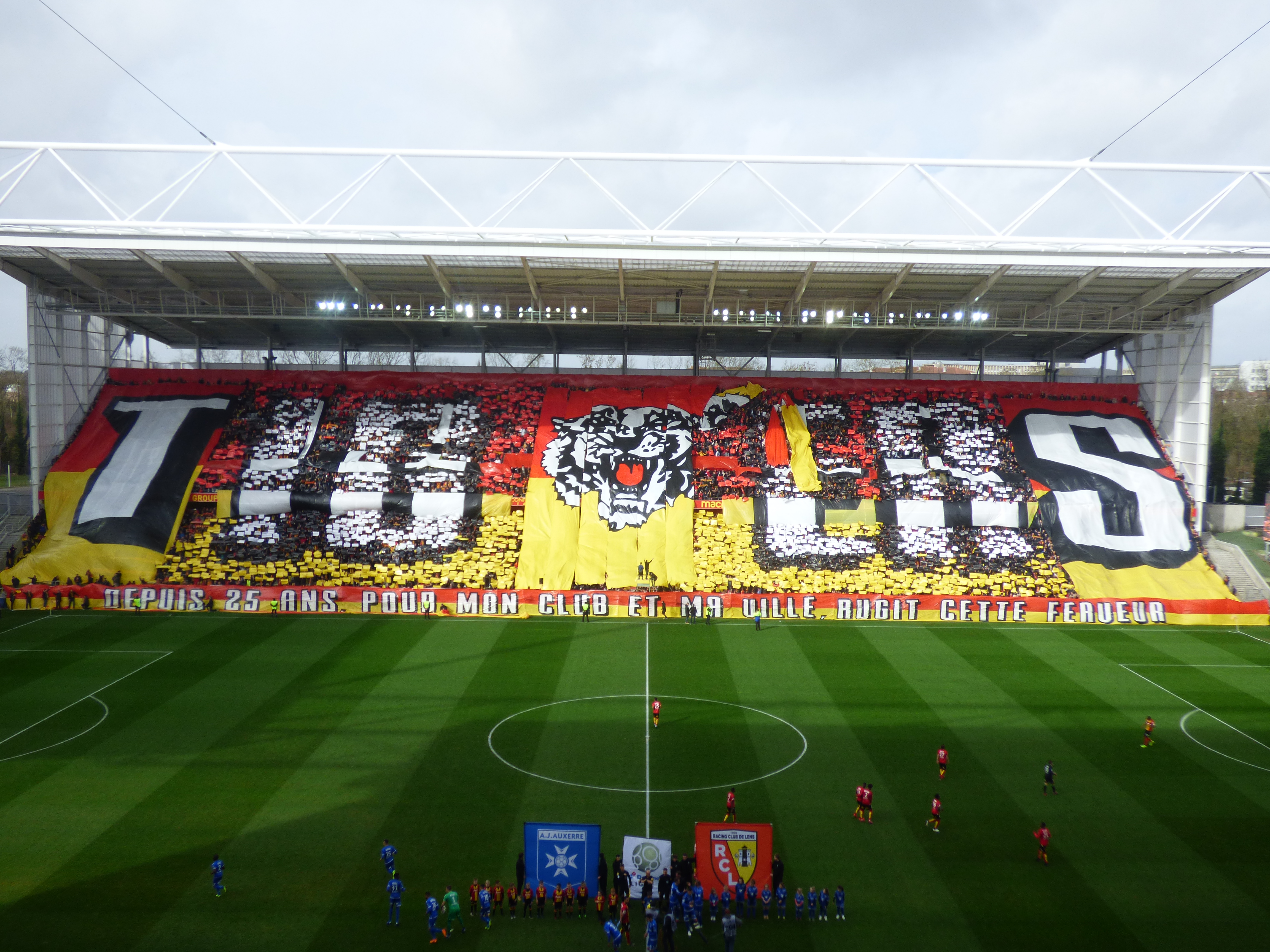
Racing Club de Lens, Red Tigers.

#### Futsal
- Kremlin-Bicêtre United : Ultras KB United[52] (depuis 2002)

#### Basket

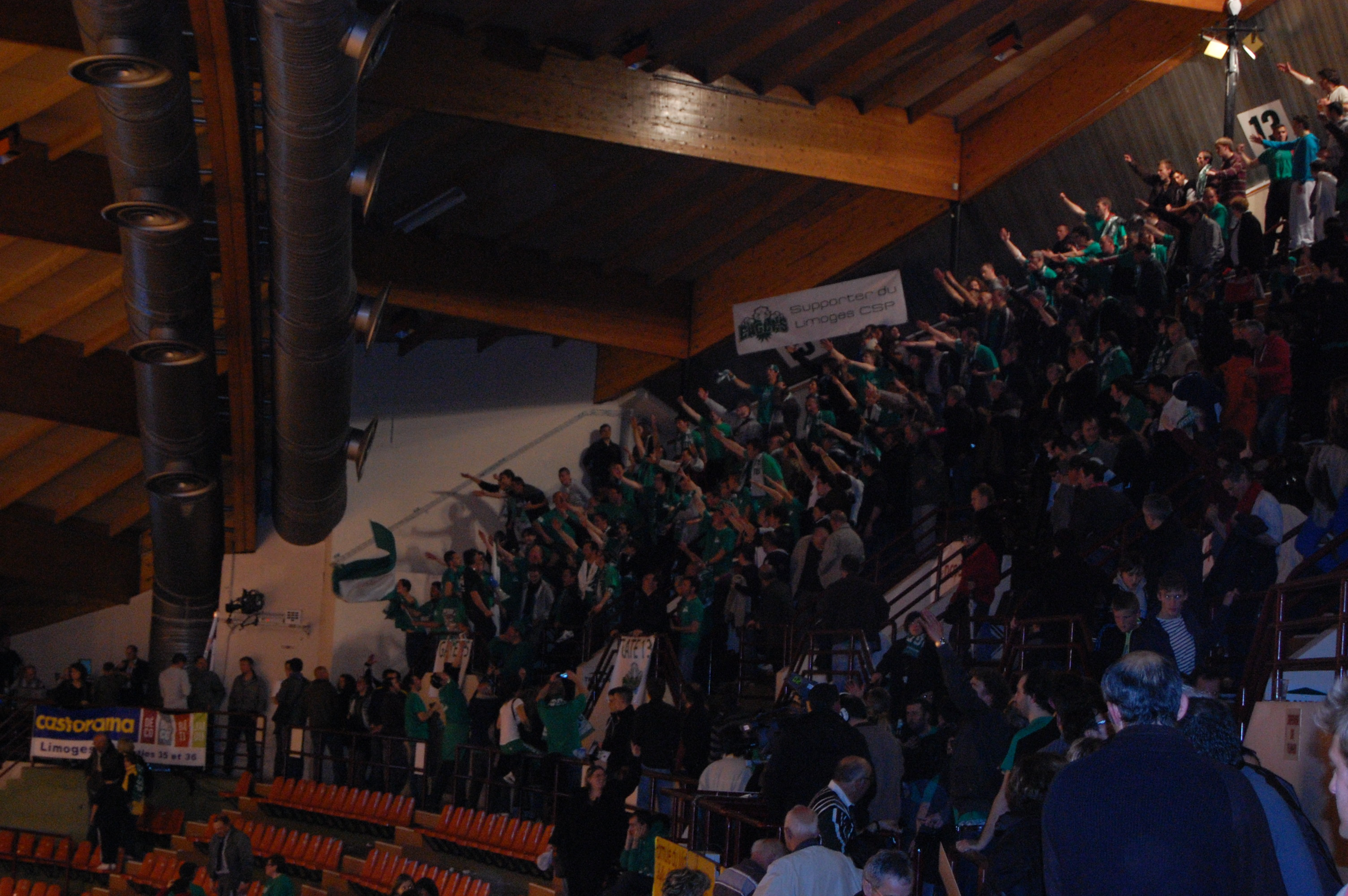
Eagles, groupe de supporters du Limoges CSP.

Si le basket français connait quelques groupes de supporters bien organisés (green gones pour l'ASVEL Lyon-Villeurbanne, Blue Dolphins (1994-1996), et Roanne 1937 depuis 2007 pour le Chorale Roanne Basket, seul le Limoges CSP connait véritablement des Ultras : les Granata Korps (de 1995 à leur dissolution en 1997), et les Ultras Green depuis 2012 nés d'une scission avec les Eagles.

#### Hockey
- Hockey Club Amiens Somme : Kop Grizzly (1993 - 2002); Les Gargoyles (2006-2010) ; Ultras Amiens Fans (2011-2017)
- Hockey Club de Mulhouse : Ultras Mulhouse (depuis 2000)[53]
- Hockey sur glace Dunkerque Boucaniers Dunkerque (2001 - 2008)
- Grenoble Métropole Hockey 38 : Section Cularo (2002-2010)
- Sports de Glace Annecy : Ultras Annecy (depuis 2004)
- Bordeaux Gironde Hockey 2000 : Boxers Trop Puissants (2006-2009)
- Lyon Hockey Club : Lions Gones (depuis 2007)
- Renard roannais : Cityzen Fox (2007-2010)
- Nice Hockey Côte d'Azur : Testa Pelada (depuis 2010)

#### Handball
- Paris Handball/Psg Handball : Le CUP (Collectif Ultras Paris), plus particulièrement les sous-groupes LCC, LPA et Urban Paris
- Chambéry Savoie Handball : Frega 12 (depuis 2012)

### En Belgique

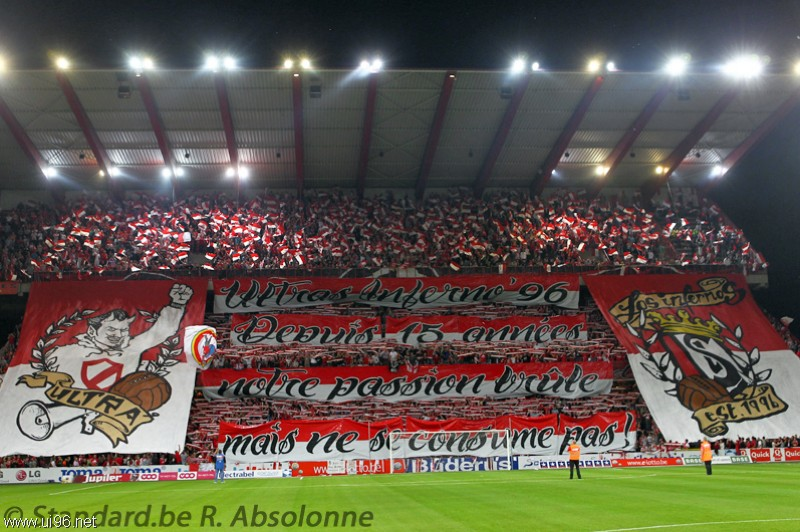
Tifo des Ultras du Standard de Liège, afin de fêter leurs 15 années d'existence.

Par année de création puis par ordre alphabétique :

#### En football

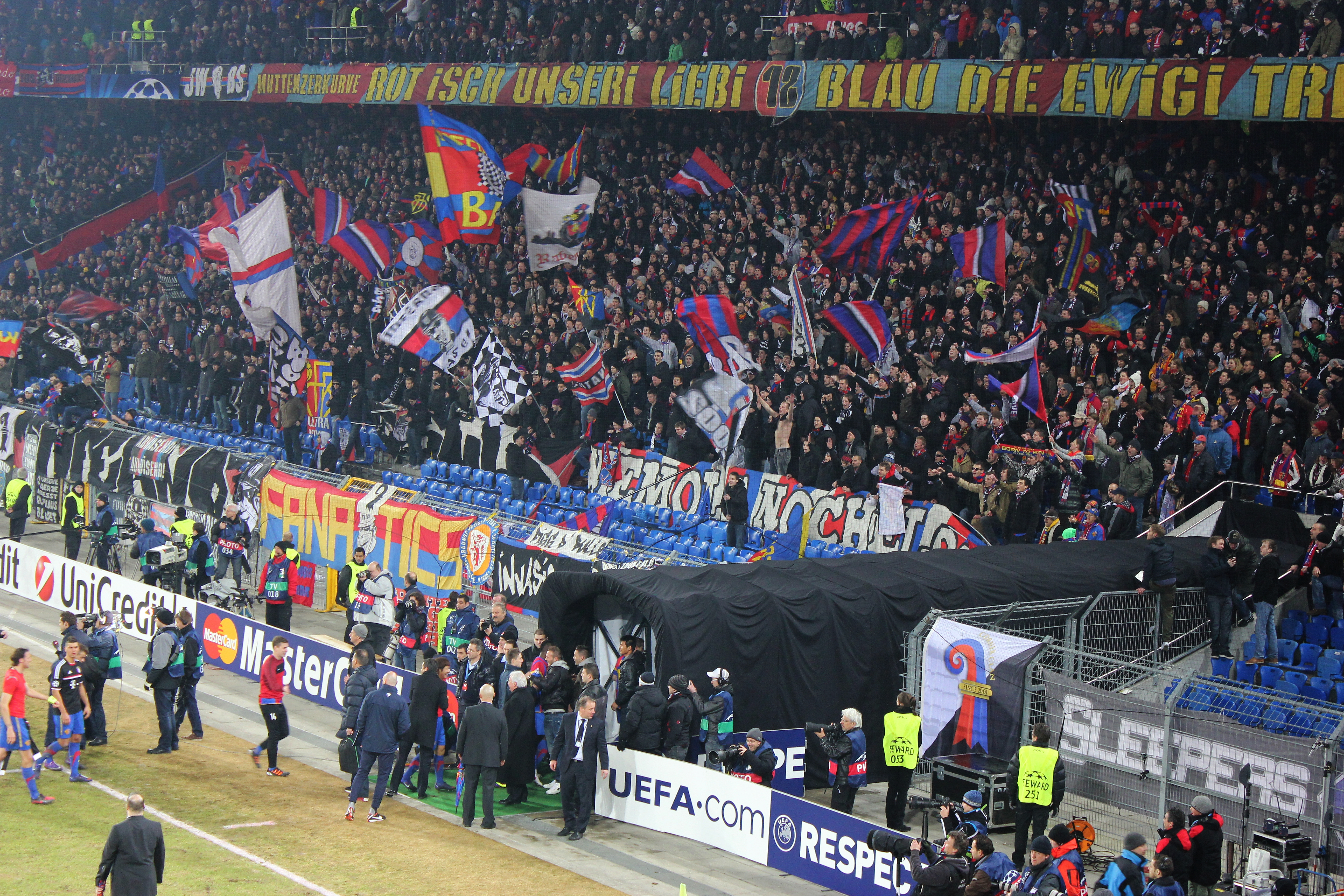
Supporters de l'FC Bâle) Ligue des champions de l'UEFA 2011-2012 lors du match face au FC Bayern Munich.

#### En hockey sur glace

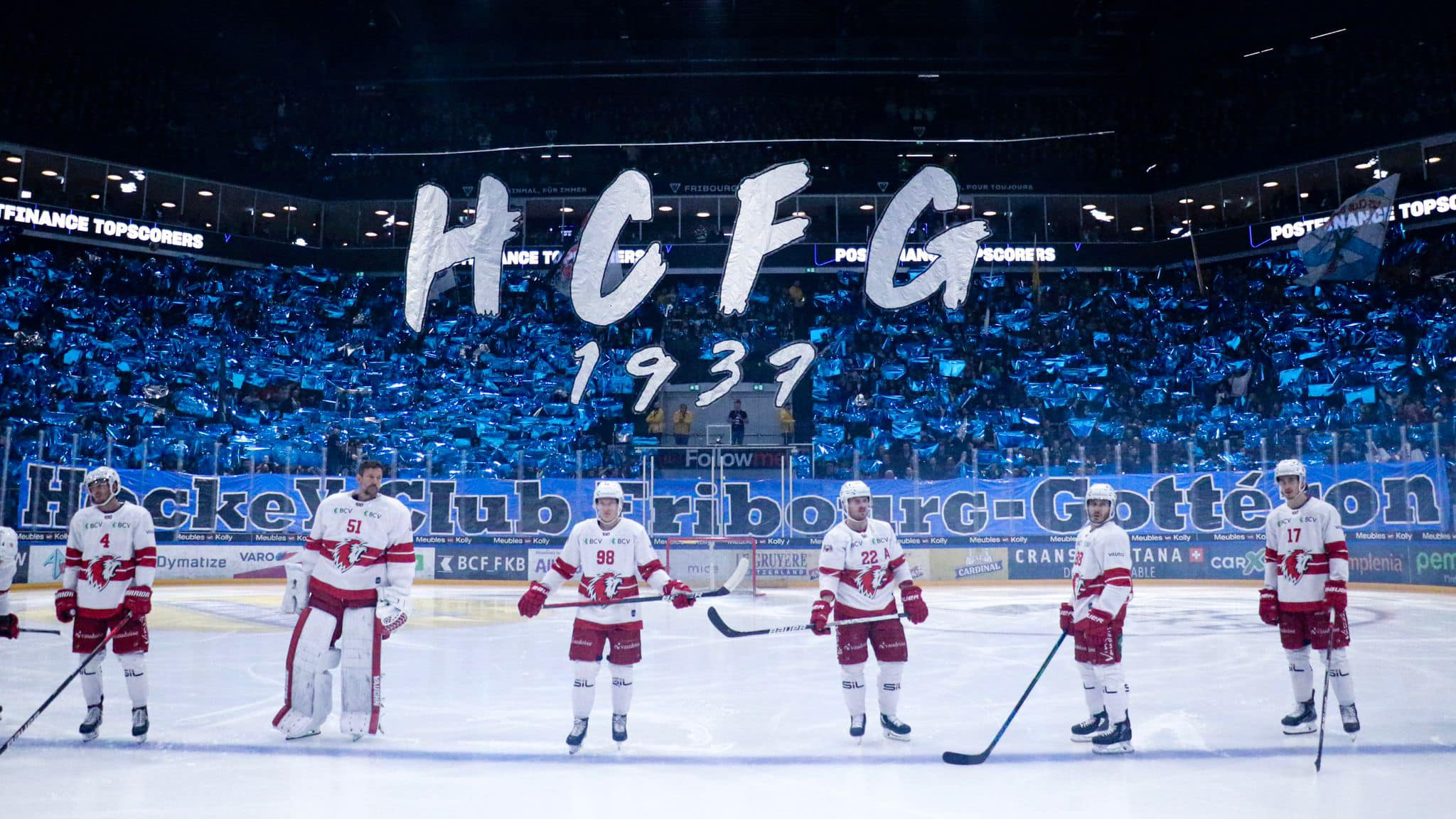
Tifo du Fribvrgensis XIV et des Heredes XVII, supporter du HC Fribourg-Gottéron.

### En Tunisie
Par année de création puis par ordre alphabétique :

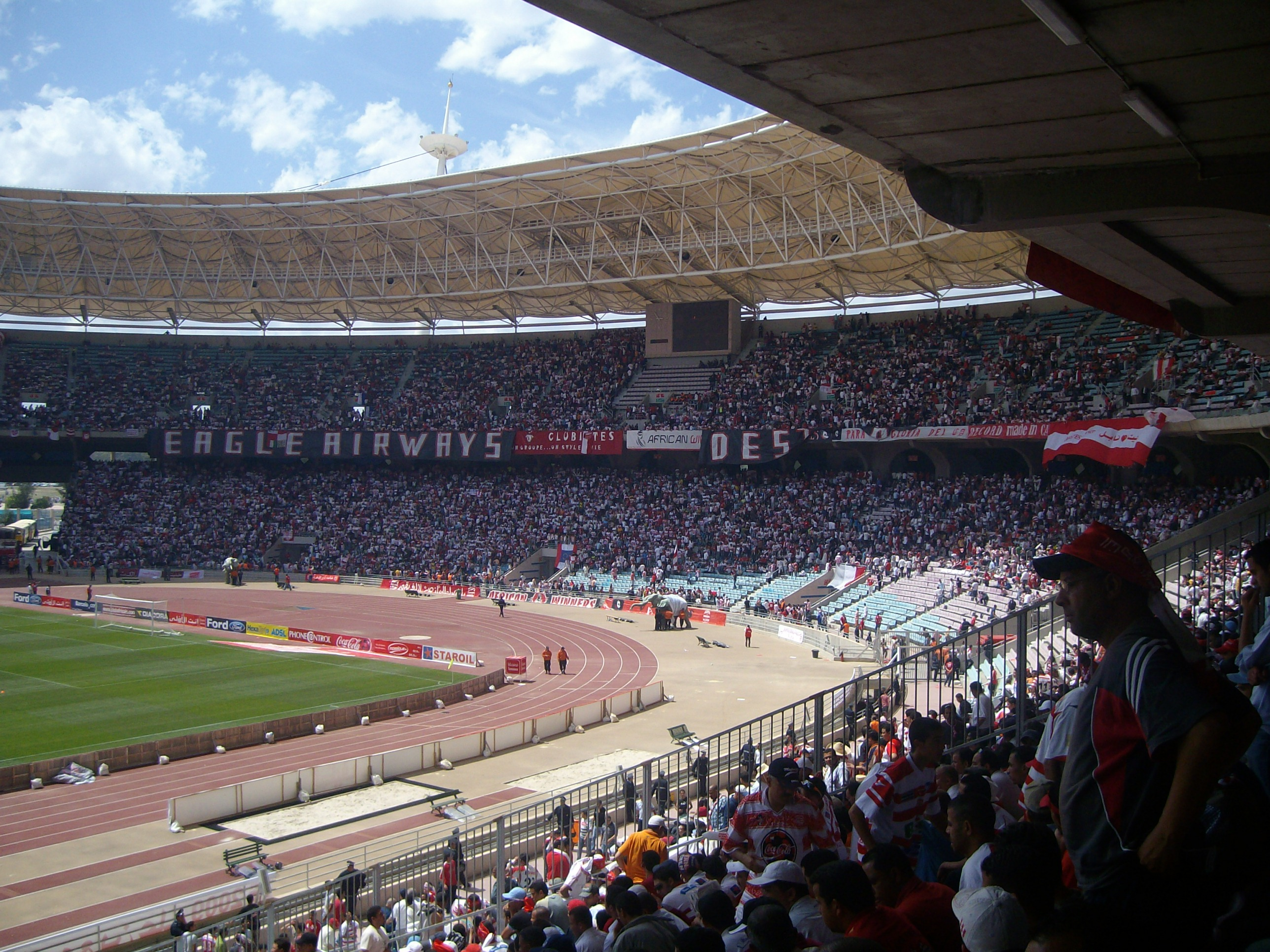
Virage Curva Nord de l'Ultras African Winners (Club Africain).
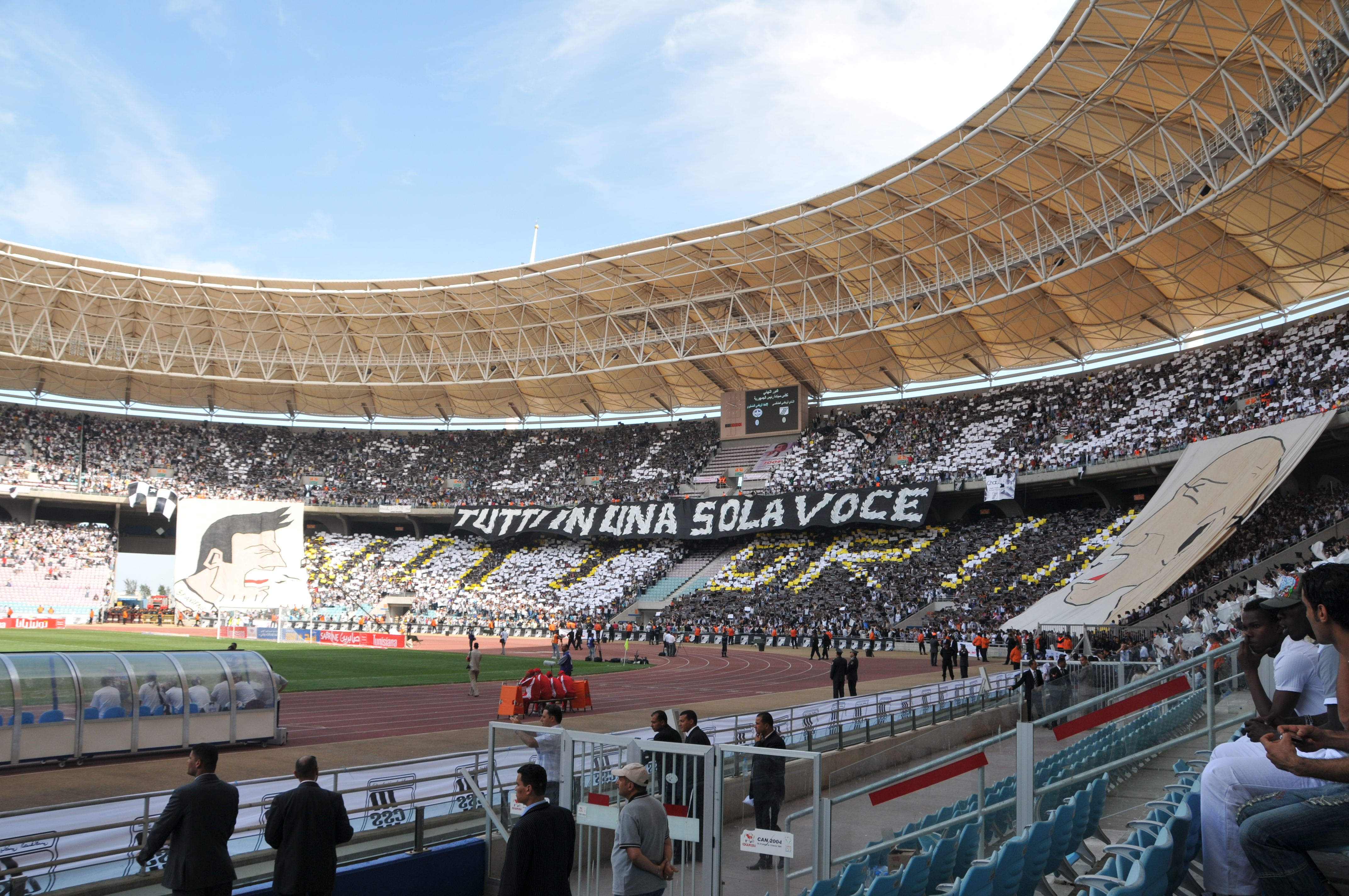
Groupe de supporters en 2009 (Club Sportif sfaxien).

### En Algérie

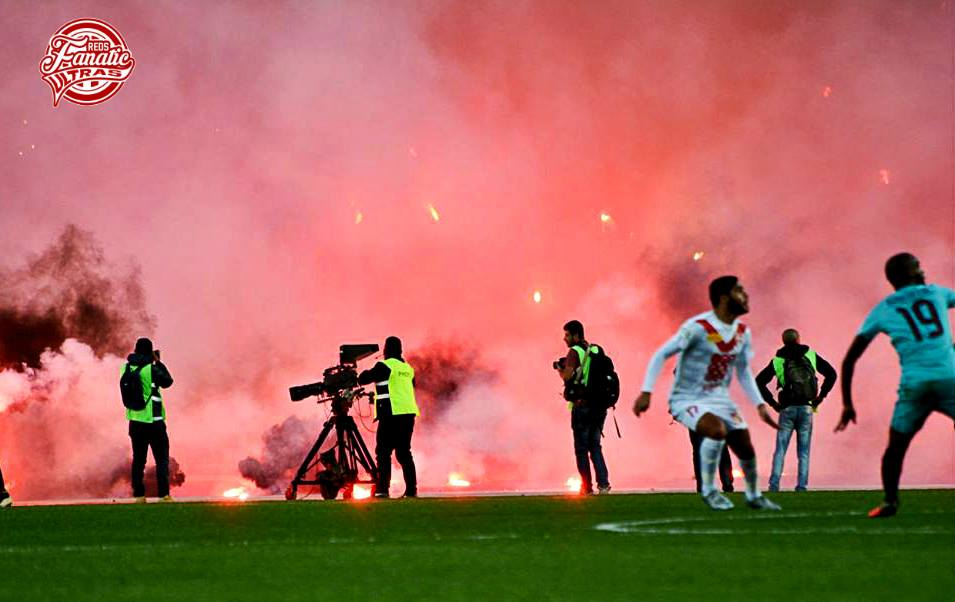
Pyro Fanatic Reds (CR Belouizdad).

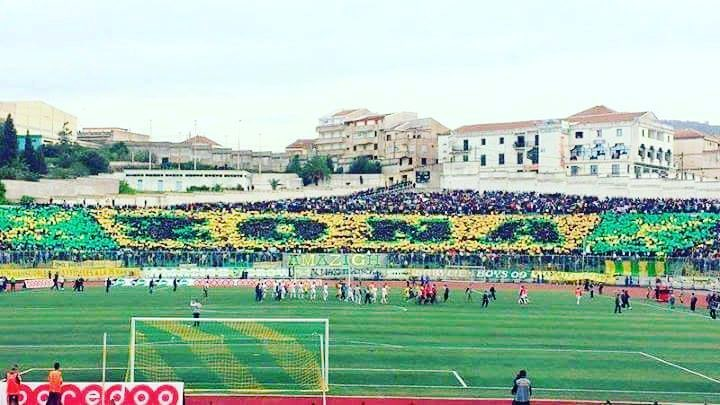
Tifo du Virage Zona Amazigh (Jeunesse de Kabylie) en 2014.

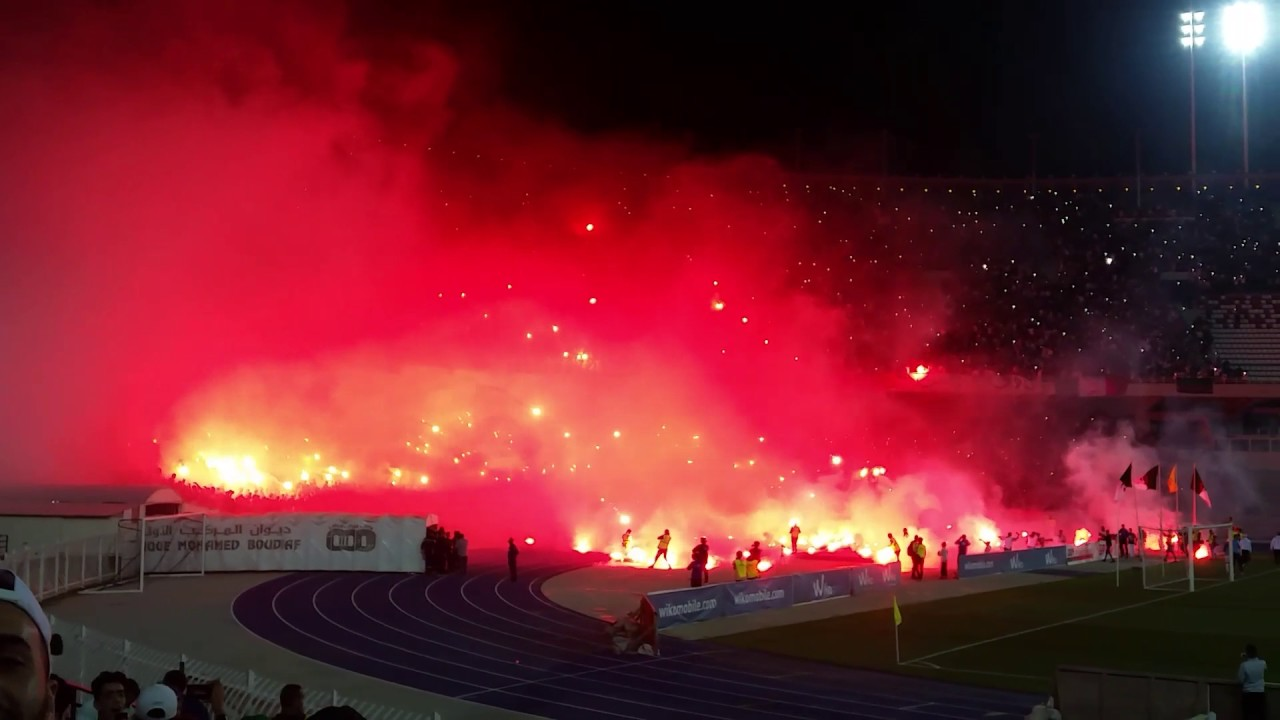
Craquage Ultras Virage Sud Mouloudeen (Mouloudia Club d’Alger).

### En Allemagne

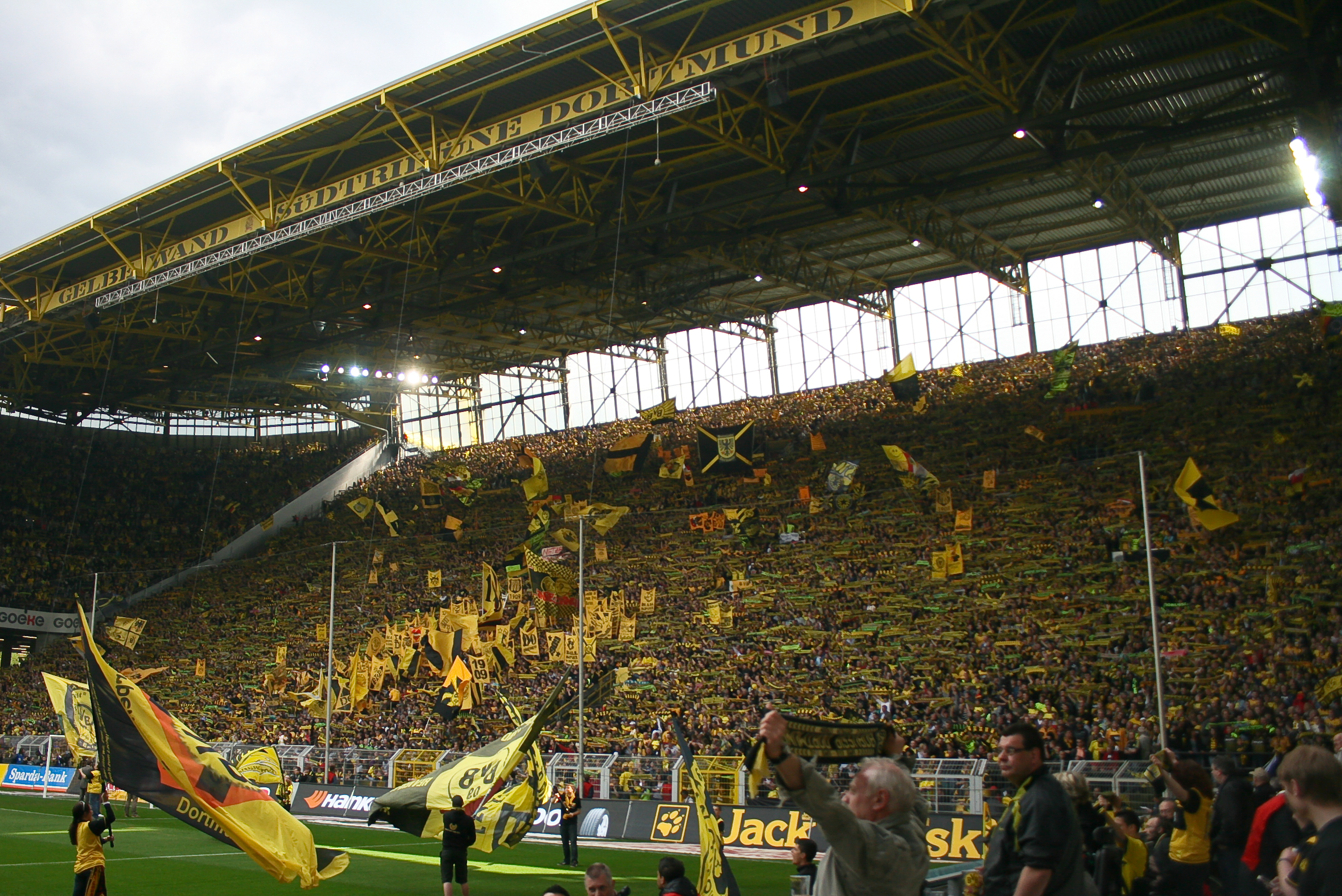
La Tribune Sud des Ultras du Borussia Dortmund.

### En Espagne

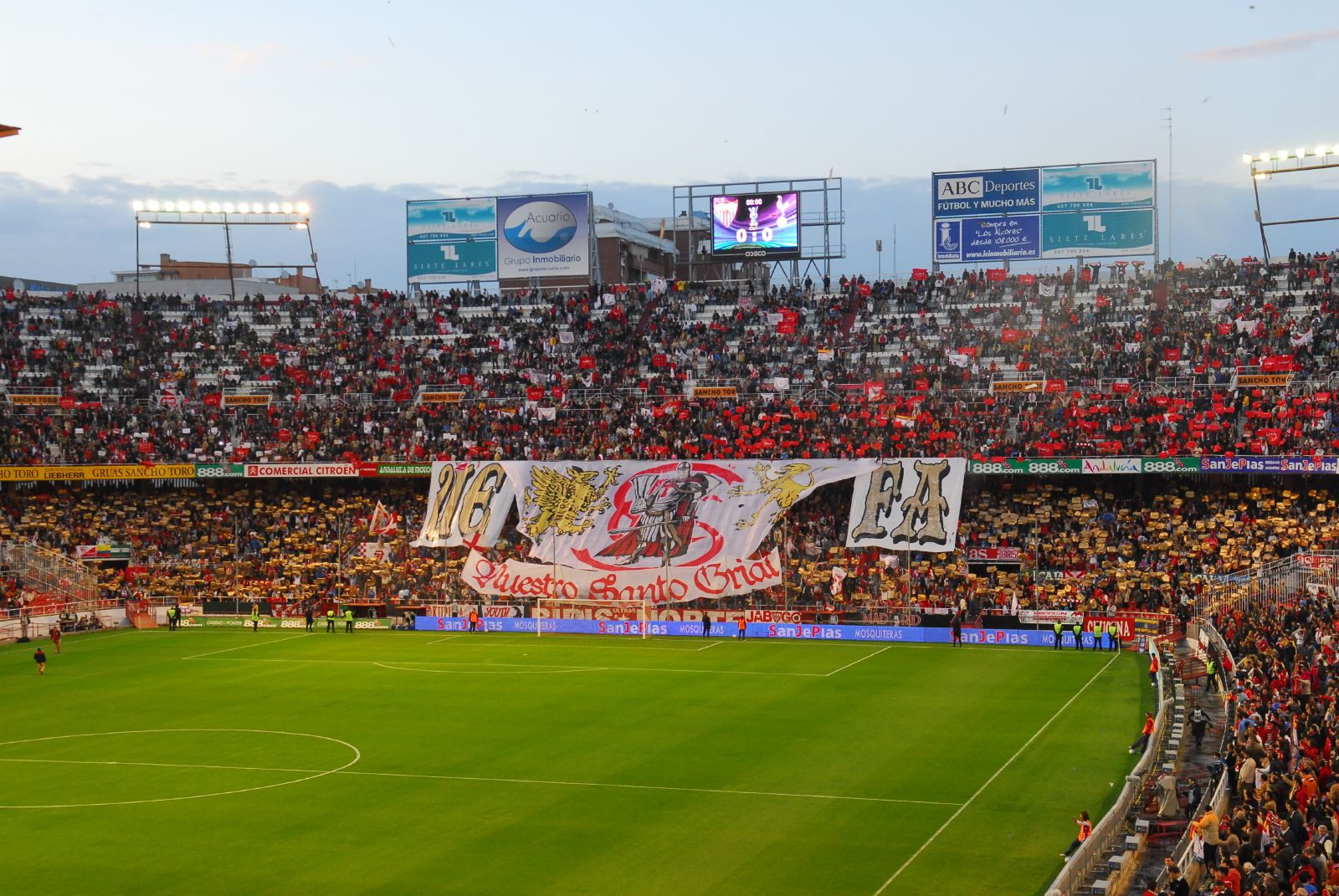
Ultras Biris Norte du Séville FC en Andalousie ; c'est le premier groupe créé en Espagne.

par ordre de création

### Au Portugal
Au Portugal, l'organisme chargé de surveiller les groupes de supporters est l'APCVD (Autoridade para a Prevenção e Combate à Violência no Desporto). Selon ses registres, seuls 19 GOA (Grupo Organizado de Adeptos) sont officiellement reconnus, totalisant 5300 supporters au total. Le groupe le plus important est celui des Super Dragões du FC Porto, comptant près de 4000 membres. La faible adhésion s'explique par diverses contraintes imposées par l'APCVD, telles que l'obligation pour les membres de fournir des données personnelles, la délimitation d'une zone spécifique dans les stades où ces groupes ultras portugais sont autorisés, ainsi que l'absence de soutien financier des clubs, en contradiction avec le principe d'indépendance financière propre au mouvement ultra. De plus, les clubs ont la possibilité de retirer la reconnaissance des groupes légalisés du système, et certaines mesures de fichage, comme le système du Cartão do Adepto (inspiré de la Tessera del tifoso italienne), ont été abandonnées sous la pression des groupes considérés comme "illégaux", en raison de restrictions telles que l'interdiction des mineurs de moins de seize ans dans certaines zones du stade et la collecte de données personnelles des supporters inscrits. Ces divers facteurs ont conduit la majorité des groupes portugais à ne pas adhérer à ce programme. Pour remédier à cette situation, les groupes portugais ont créé l'APDA (Associação Portuguesa de Defesa do Adepto), une association chargée de défendre les droits des supporters portugais,,.

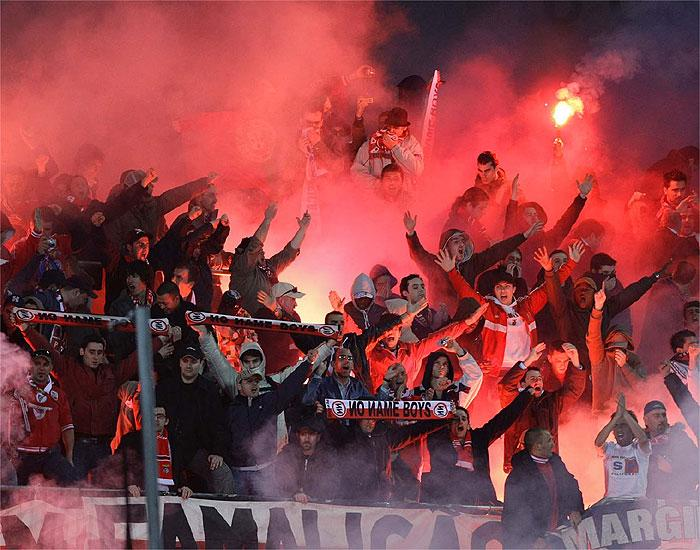
Les Ultras appartenant au SL Benfica.

Les groupes reconnues par l'APCVD (Autoridade para a Prevenção e Combate à Violência no Desporto) comme GOA (Grupo Organizado de Adeptos) sont,,:
Académica de Coimbra : Ultra Mancha Negra Boys (autorisation suspendu par le club)
Associação Desportiva Sanjoanense : Força Negra (66 membres)
Desportivo das Aves : Força Avense (32 membres)
Boavista Futebol Clube : Panteras Negras (281 membres)
Caldas Sport Clube : Sector 1916 (37 membres)
Clube de Futebol Estrela da Amadora : Magia Tricolor (157 membres)
Club Sport Marítimo : Esquadrão Maritimista (40 membres)
Clube Desportivo de Tondela : Febre Amarela 08 (53 membres)
Clube Desportivo Feirense : Civitas Fortíssima 1514 (11 membres)
Clube Desportivo Nacional : Família Alvi-Negra (87 membres)
Clube de Futebol União : Rambos da Arregaça (20 membres)
Futebol Clube Tirsense : Juventude Negra (20 membres)
Futebol Clube do Porto : Super Dragões (4000 membres)
Futebol Clube Famalicão : Ultras FamaBoys 1990 (51 membres)
Futebol Clube de Arouca : Somos Arouca (suspendu à la suite du non-respect des règles)
Gil Vicente Futebol Clube : Nação Barcelense 2006 (46 membres)
Grupo Desportivo de Chaves : Famaflagrante (suspendu par le club)
Lusitânia de Lourosa Futebol Clube : Associação Armada Lusitana (16 membres)
Rio Ave Futebol Clube : Ultras Verdes 1939 (56 membres)
Sport Clube Beira-Mar : Ultras Auri-Negros (17 membres)
Sporting Clube de Portugal : Brigada Ultras Sporting (179 membres), Torcida Verde (Suspendu par le club)
Vitória Futebol Clube (Setúbal) : Ultras Grupo 1910 (51 membres), VIII Exército (69 membres)
Vitória Sport Clube : White Angels (suspendu à la suite du non-respect des règles)

### En Russie

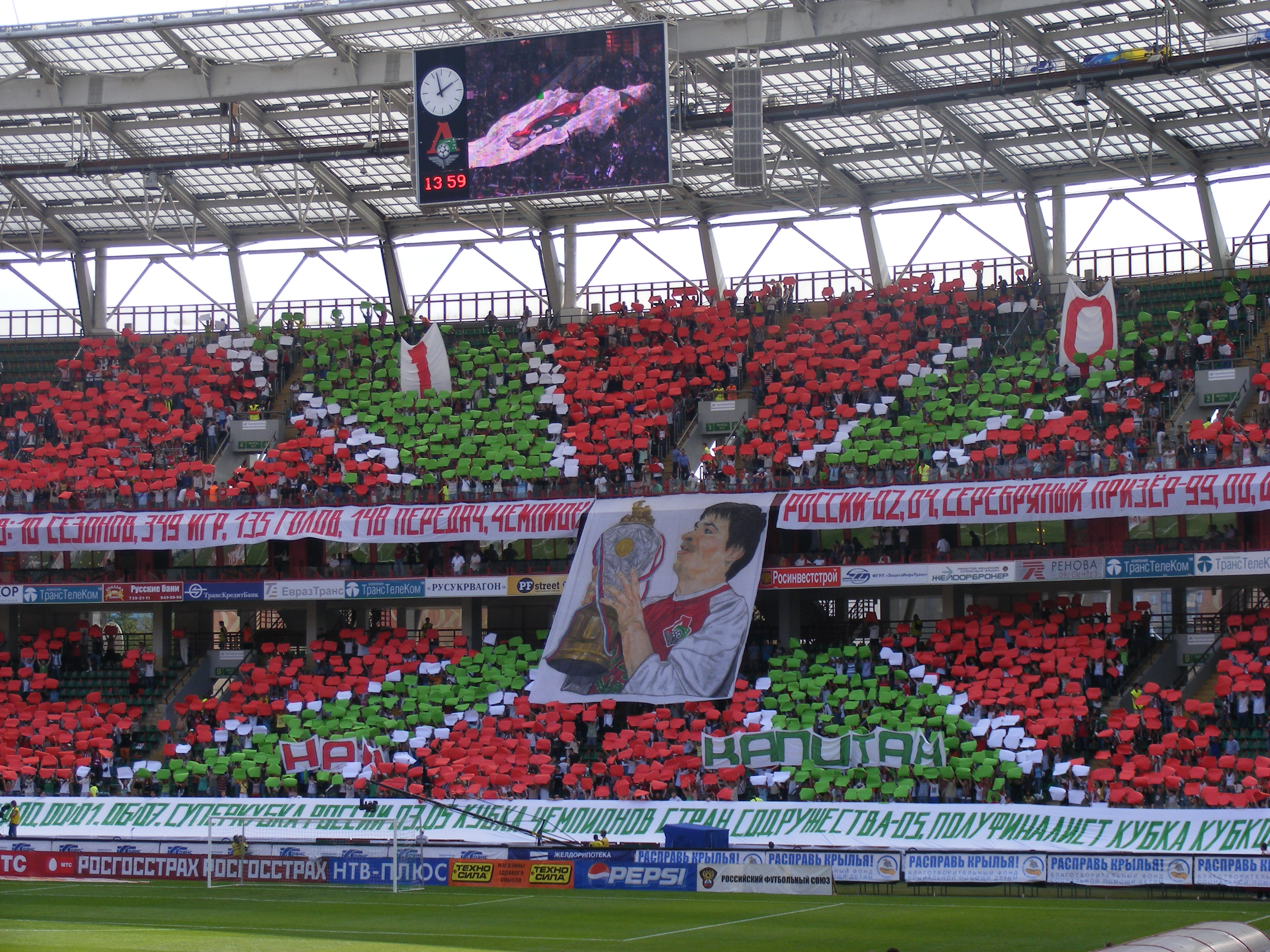
Supporters du Lokomotiv Moscow.

### En Serbie

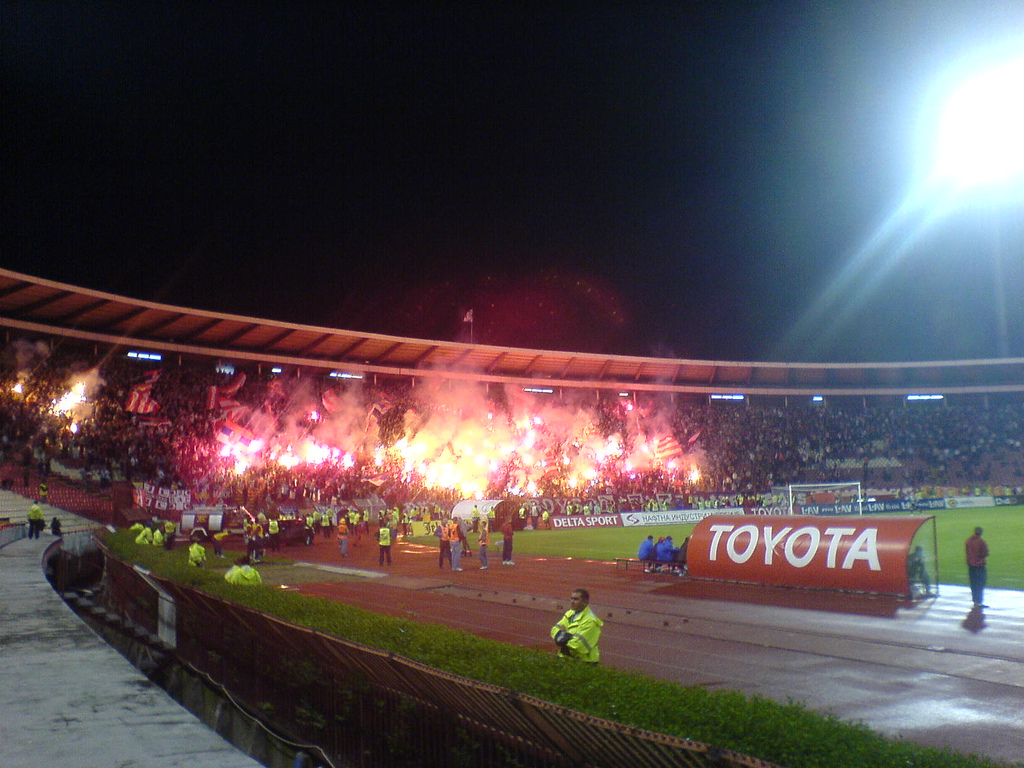
Supporters de l'Étoile rouge de Belgrade qui occupent le virage nord du stade.

### En Autriche

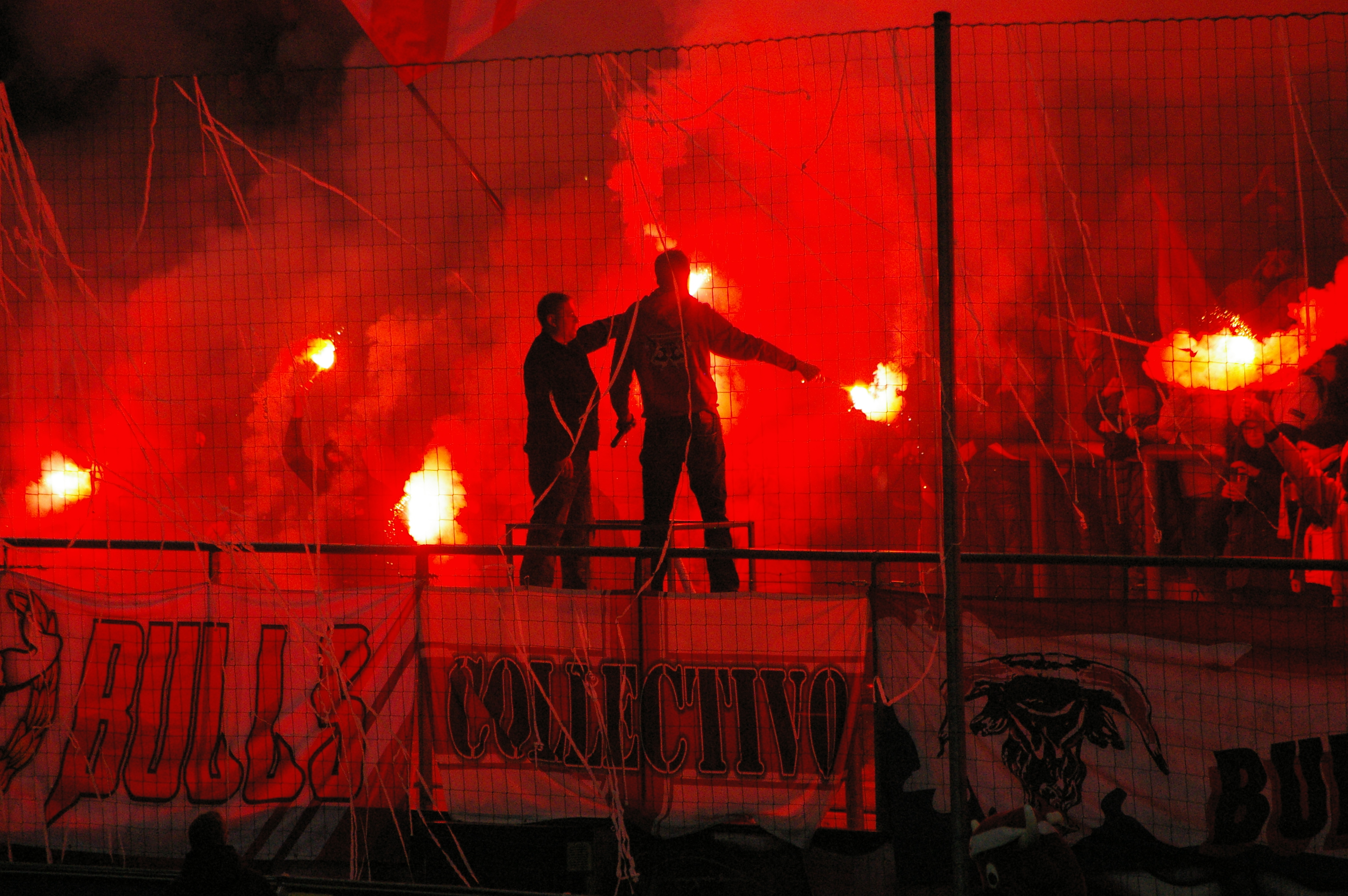
Supporters de FC Red Bull.

### En Turquie

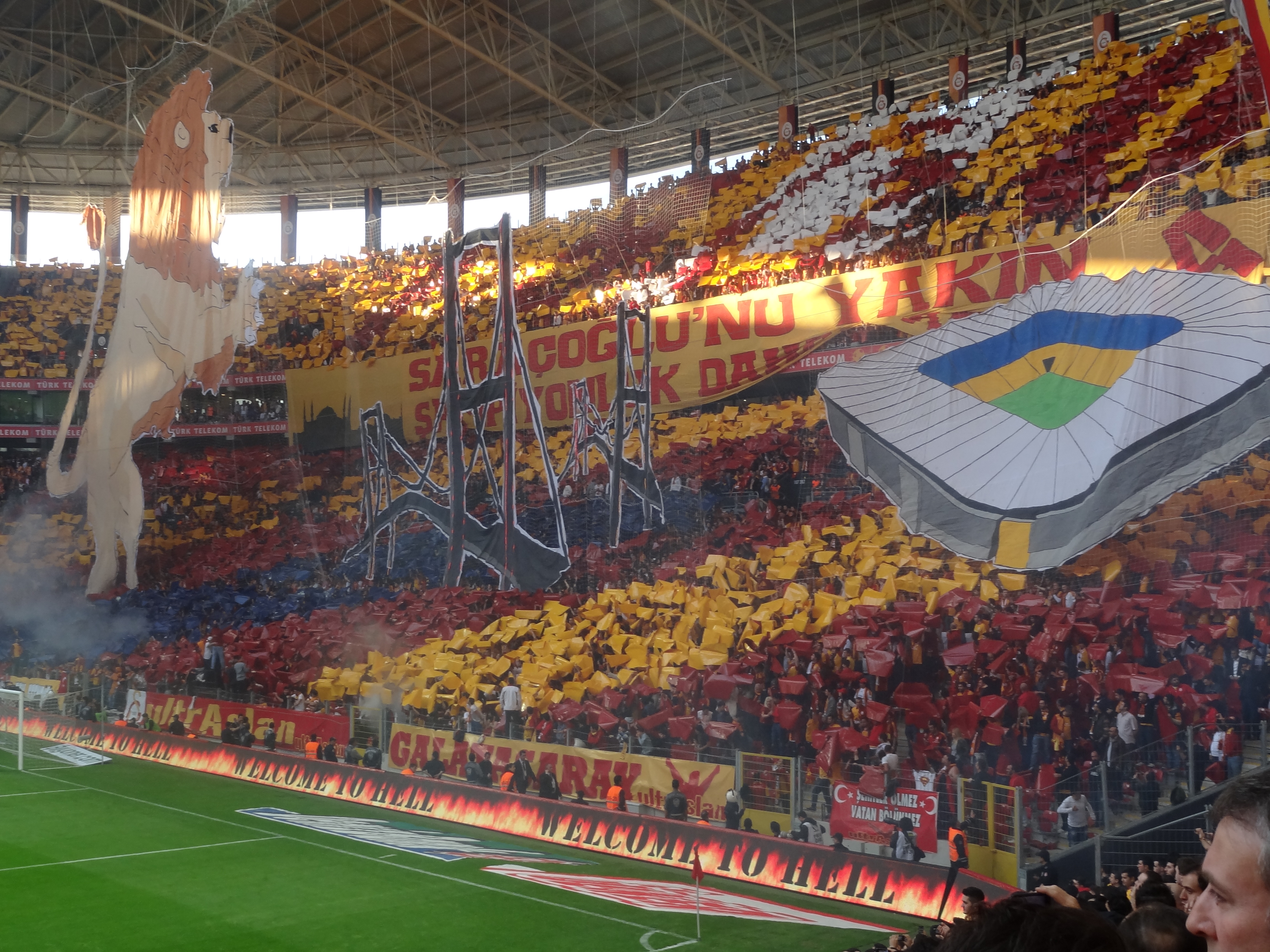
Tifo de l'ultrAslan qui encourage Galatasaray contre Fenerbahçe
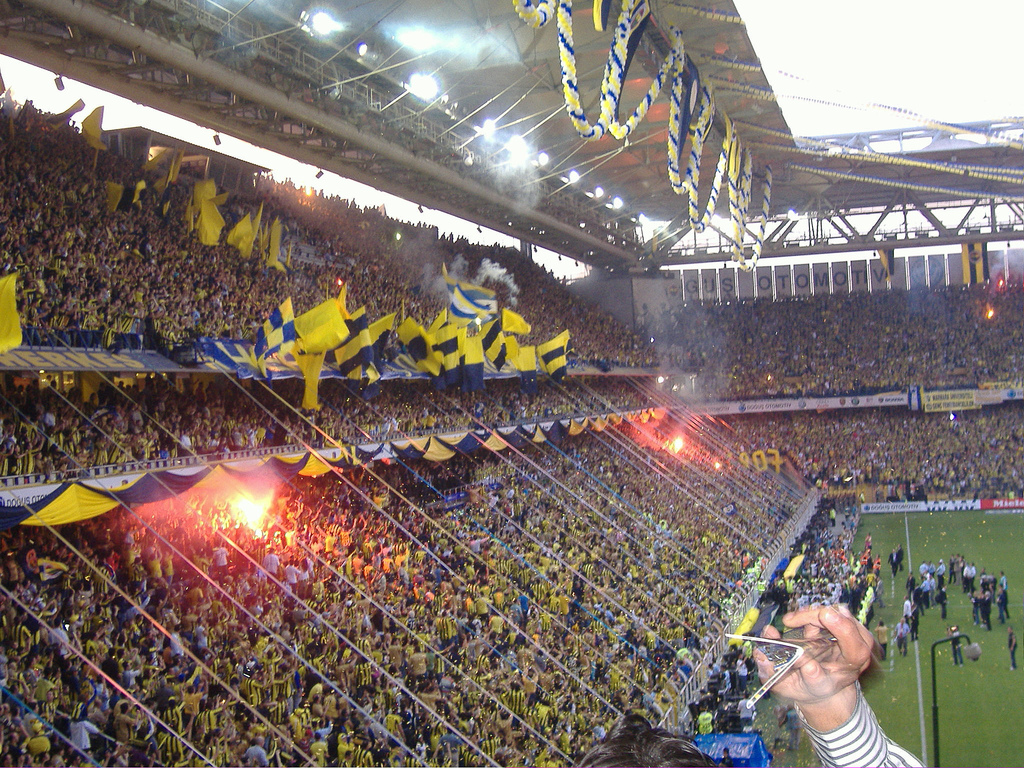
Le virage des Ultras du Fenerbahçe SK.